# March 701
Der March 701 ist ein britischer Formel-1-Rennwagen, der von March Engineering konstruiert und 1970 in elf Exemplaren gebaut wurde. Er war das am weitesten verbreitete Fahrzeug der Formel-1-Saison 1970. In diesem und im folgenden Jahr meldeten neun Rennställe insgesamt 13 Fahrer auf einem March 701 zu Formel-1-Weltmeisterschaftsläufen, unter ihnen das Werksteam des Herstellers sowie die Tyrrell Racing Organisation. Daneben erschien der Wagen bei zahlreichen Formel-1-Rennen, die keinen Weltmeisterschaftsstatus hatten, sowie in weiteren Rennserien wie der Tasman-Serie und der Formel 5000. Der March 701 gewann drei seiner ersten vier Rennen, darunter einen Lauf der Formel-1-Weltmeisterschaft. Jackie Stewart, Formel-1-Weltmeister von 1969, bezeichnete den 701 als den am schwersten zu fahrenden Formel-1-Rennwagen seiner Karriere.

## Vorgeschichte

### Gründung von March Engineering

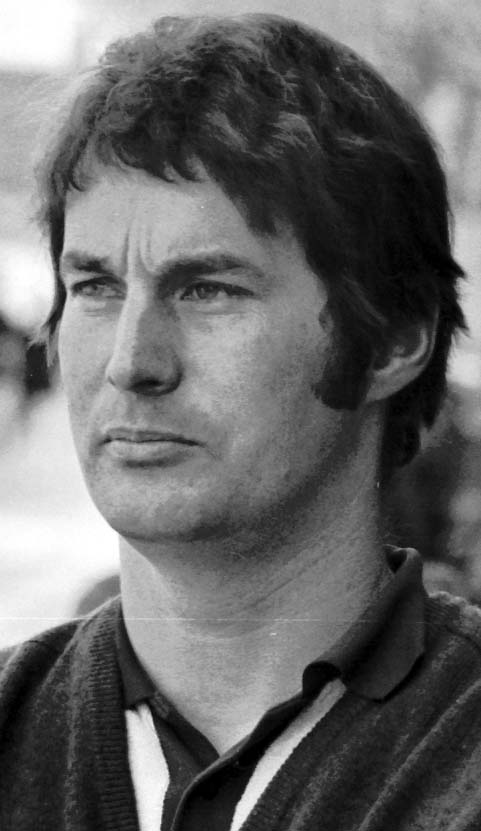
Einer der Konstrukteure des March 701: Robin Herd

Das Unternehmen March Engineering wurde im April 1969 von Max Mosley, Alan Rees, Graham Coaker und Robin Herd in Bicester gegründet. Die Gründung war eine Reaktion auf die Entscheidung der Aufsichtsbehörde CSI, ab 1968 in der Formel 1 und der Formel 2 Werbung auf Rennwagen (Sponsoring) zu erlauben. Dieser Schritt erleichterte auch Privatfahrern die Finanzierung des Monopostosportes: Es wurde erwartet, dass nun „jeder Zutritt zur Formel 1 bekommen konnte, der einen Konstrukteur und einen Sponsor besaß.“
Mit dem Ford-Cosworth DFV, dem Hewland-Getriebe FG400 und allerlei anderen Spezialteilen waren sogar die wichtigsten Komponenten für F1-Erfolge bei englischen Fabrikanten erhältlich, zudem gab es rennerfahrene Ingenieure und Mechaniker. Die March-Gründer erkannten darin den Auslöser für einen gesteigerten Bedarf an einfachen, aber konkurrenzfähigen Rennwagen, den die etablierten Konstrukteure nicht decken konnten oder wollten. Angelsächsische Hersteller wie Brabham, BRM, Cooper, Lotus und McLaren produzierten nämlich keine Neufahrzeuge im Auftrag unabhängiger Kunden, sondern stellten ihre Rennwagen exklusiv für das eigene Werksteam her. Privatfahrer konnten die gebrauchten Werkswagen erst dann übernehmen, wenn das Werksteam sie durch Neukonstruktionen ersetzt hatte. March Engineering füllte diese Lücke aus: Es war 1970 der einzige Hersteller von frei verkäuflichen Neufahrzeugen für die Formel 1. March unterhielt ab 1970 außerdem eigene Werksteams in den Formeln 1 und 2.
Der erste Rennwagen, den das neu gegründete Unternehmen konstruierte, war der für die Formel 3 bestimmte March 693, der im September 1969 erschien. Nach dessen Vorstellung begannen die Arbeiten am Formel-1-Modell 701. Seine Entwicklung wurde au taktischen Gründen im Wesentlichen von Porsche finanziert: Der deutsche Sportwagenhersteller zahlte March im Herbst 1969 einen Betrag von 30.000 £. Im Gegenzug überließ March dem Schweizer Rennfahrer Jo Siffert, der im JWA-Gulf-Team werksseitig für Porsche Sportwagenrennen fuhr, 1970 ein Formel-1-Cockpit im neu gegründeten March-Werksteam. Auf diese Weise vermied Porsche, dass der Schweizer, der sowohl Sportwagen- als auch Formel-1-Rennen fahren wollte, zur Scuderia Ferrari abwanderte, die werksseitig in beiden Motorsportformeln engagiert war.

### Systematik der Typenbezeichnung
Die Bezeichnung des 701 folgte der bei March Engineering üblichen und bis zum 911 von 1991 nahezu durchgängig angewandten Nomenklatur, nach der die ersten beiden Ziffern des dreistelligen Modellnamens das Jahr benannten, in dem der Wagen entstand, während sich die dritte Ziffer auf die Motorsportformel bezog, in der er eingesetzt wurde. Der 701 ist daher ein im Jahr 1970 entstandenes Auto für die Formel 1. Eine weitergehende Differenzierung nach einzelnen Chassis erfolgte durch das Anhängen zusätzlicher Ziffern. So ist der March 701/1 das erste fertiggestellte Exemplar des 701.

## Konstruktion
Verantwortliche Konstrukteure des March 701 waren Robin Herd und Peter Wright. Der Rennwagen wurde in einem Zeitraum von nur zehn Wochen konstruiert und aufgebaut. Die Entwicklungsarbeit begann im November 1969, und bereits am 6. Februar 1970 wurden die ersten beiden Exemplare der Öffentlichkeit präsentiert. Der 701 wies in technischer Hinsicht nur wenige Besonderheiten auf.

### Chassis und Aufbau

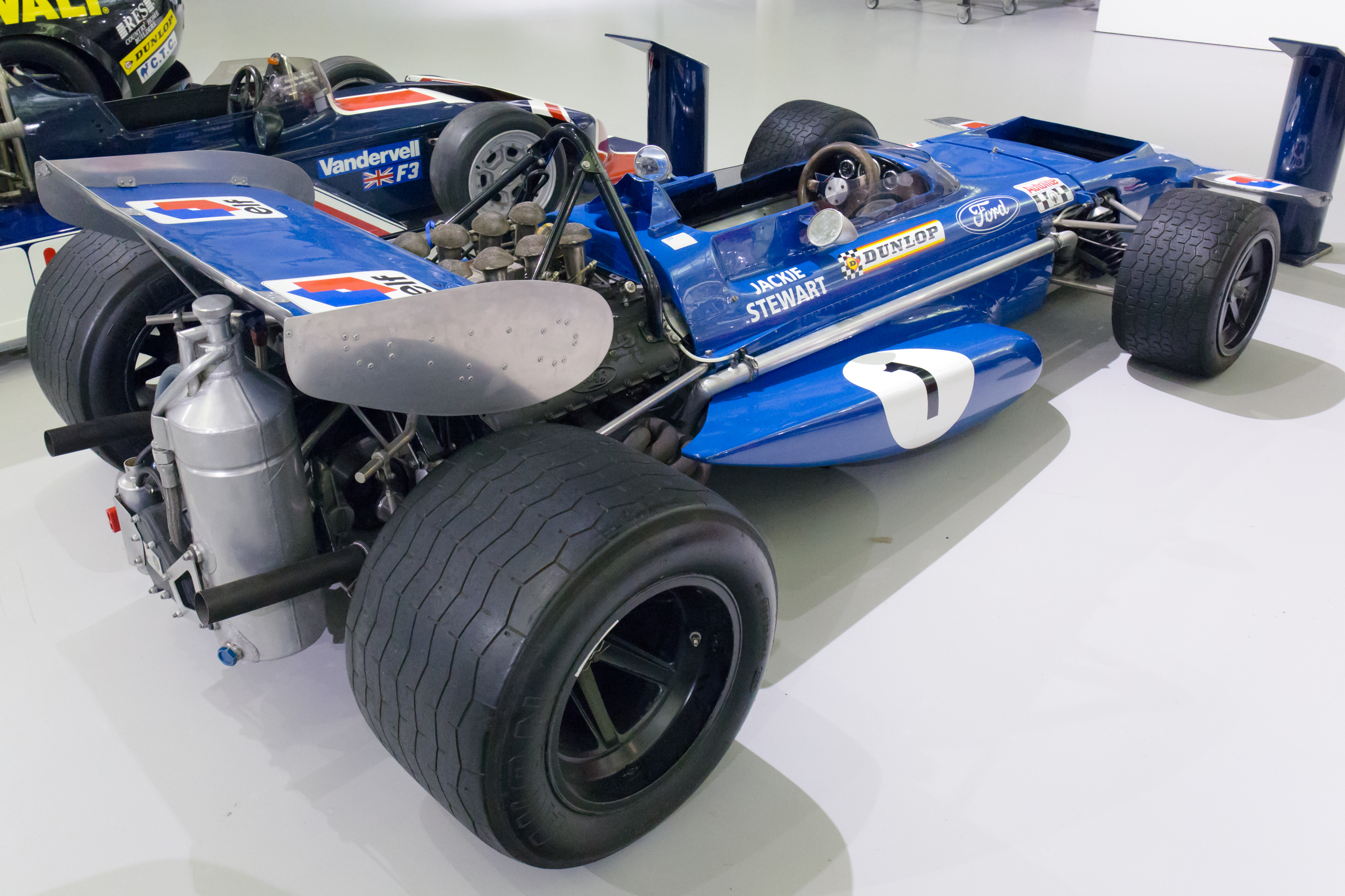
„Rasender Kaffeekocher“: Senkrecht stehender Öltank am Heck des 701

Der Wagen hatte ein Wannen-Monocoque aus Aluminium und Spantenwände aus Magnesiumguss. Das Fahrwerk ähnelte stark dem des (nie bei einem Rennen eingesetzten) Formel-1-Fahrzeugs von Cosworth, das Robin Herd vor seinem Engagement bei March im Auftrag von Keith Duckworth Ende 1968 konstruiert hatte. Die außenliegenden Aufhängungen bestanden aus Dreiecksquerlenkern und Schraubenfedern. Die Bremsen lieferte Girling. Anfänglich befanden sie sich außenliegend in den Felgen; vor dem Großen Preis von Spanien allerdings änderte Herd die Positionierung und ordnete die Bremsen innenliegend an, um die ungefederten Massen zu reduzieren. Diese Modifikation betraf anfänglich nur die Wagen des Werksteams; im Laufe des Jahres wurde sie aber auch an allen Kundenautos umgesetzt.
Der Wasserkühler war wie bei den meisten zeitgenössischen Formel-1-Rennwagen vor der Vorderachse in der Fahrzeugnase eingebaut. Robin Herd hatte in der Planungsphase erwogen, die Kühler an den Fahrzeugflanken auf beiden Seiten des Cockpits zu installieren. Eine solche Lösung wurde aber verworfen, da die Verwirklichung zu viel Entwicklungszeit in Anspruch genommen hätte. Um ein Gegengewicht zum schweren Wasserkühler zu schaffen, positionierte Herd den Öltank aufrecht stehend am Wagenheck rechts neben dem Getriebe; der Ölkühler war über dem Getriebe angebracht. Der zylinderförmige, deutlich sichtbare Öltank erinnerte den ehemaligen Rennfahrer Innes Ireland an einen „rasenden Kaffeekocher“.
Die aus Sicht von Beobachtern „einzige innovative Komponente“ des 701 war die Form der Kraftstofftanks und der Seitenteile: Peter Wright hatte sie im Hinblick auf eine Erhöhung des Abtriebs so gestaltet, dass ein Vakuum erzeugt und dadurch ein Saugeffekt erzielt wurde. Dieses Konzept hatte Wright 1969 für BRM entwickelt; dort kam es allerdings nicht zum Einsatz. Der March 701 war damit das erste Formel-1-Auto mit zweckorientiert geformten Flügelprofilen an der Fahrzeugunterseite. Die Auswirkungen dieser Gestaltung waren in der Praxis nur sehr gering. Robin Herd erklärte später, er habe nicht die Zeit gehabt, Wrights Idee gründlich zu erforschen, sodass der Bodeneffekt tatsächlich gar nicht oder nur in sehr geringem Maße aufgetreten sei. Peter Wright realisierte den Bodeneffekt zusammen mit Martin Ogilvie ein halbes Jahrzehnt später bei Colin Chapmans Team Lotus. Der 1977 dort entstandene Typ 78, der dieses Konzept erstmals konsequent umsetzte, gilt als eines der innovativsten Autos der Formel-1-Geschichte.

### Antriebstechnik

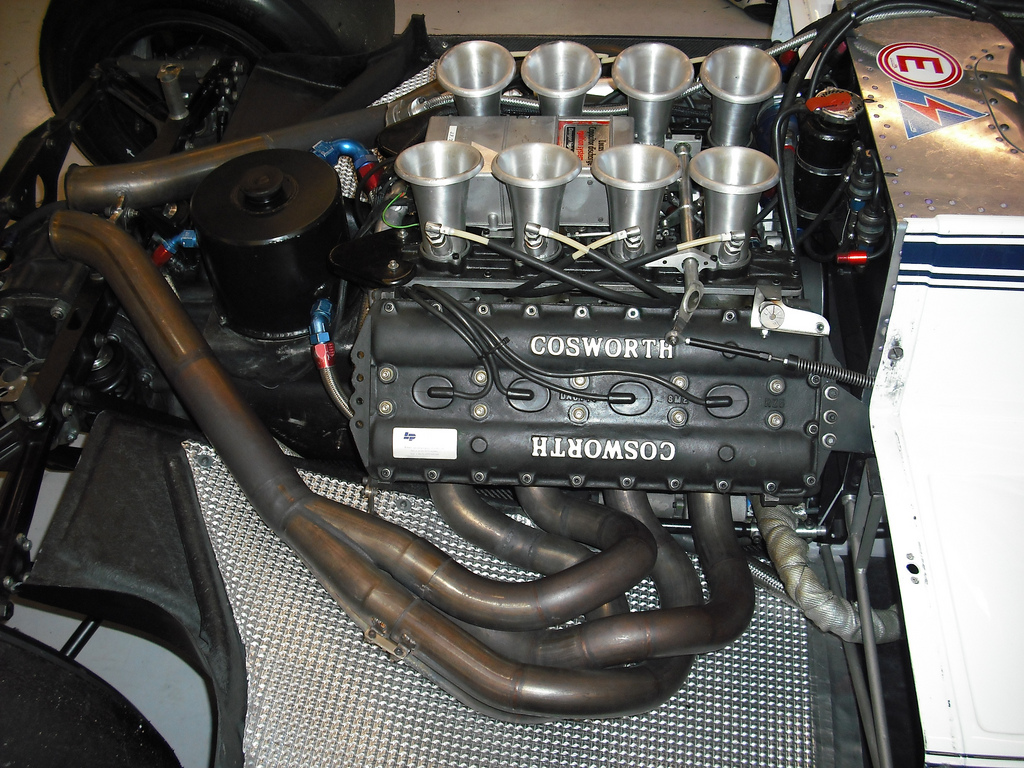
Cosworth DFV

Der March 701 war vom Werk für den Einsatz von DFV-V8-Motoren von Cosworth vorgesehen, verbunden mit einem Fünfganggetriebe von Hewland (Typ DG300). Der 1967 vorgestellte, von Ford finanzierte DFV-Motor war 1970 das einzige frei verkäufliche Kundentriebwerk der Formel 1. Zugleich war es in diesem Jahr der am weitesten verbreitete Motor. 1970 betrug die Leistung des DFV-Motors etwa 450 PS (331 kW), die Höchstdrehzahl lag bei 11.000 Umdrehungen pro Minute.
Abweichend davon wurde das Chassis 701/3 nach Ablauf der Saison 1970 für die Rennen der Tasman-Serie vorübergehend mit einem 2,5 Liter großen Cosworth-DFW-Motor ausgestattet. Der DFW-Motor war eine Variante des DFV, bei der die Verkürzung des Hubs zu einer Reduzierung des Hubraums auf 2499 cm³ führte. Der DFW leistete etwa 360 PS (265 kW).
Robin Darlington kündigte im Herbst 1972 die Umrüstung des 701/3 auf einen 5,0 Liter großen Achtzylinder von Chevrolet an; ob es tatsächlich dazu kam, ist unklar. Der Wagen wurde in dieser Konfiguration zwar für ein Formel-5000-Rennen gemeldet, trat bei der Veranstaltung aber nicht an.

### Besonderheiten der Tyrrell-Autos
Die von der Tyrrell Racing Organisation eingesetzten Exemplare des 701 unterschieden sich in einigen technischen Details von den Werks- und den übrigen Kundenfahrzeugen. Bereits nach den ersten Testfahrten im Februar 1970 hatte sich Jackie Stewart skeptisch über die Konkurrenzfähigkeit des 701 geäußert. Auf seinen Wunsch hin nahmen die Tyrrell-Mechaniker insgesamt 20 Änderungen an der Konstruktion des 701 vor. Sie betrafen unter anderem die Ansatzpunkte der Radaufhängungen, ferner die Positionierungen der Auspuffbefestigungen und des Ölkühlers. Im Laufe der Saison gab es außerdem Veränderungen der Flügel und der Fahrzeugnase. Ken Tyrrell war mit den March-Wagen dennoch nicht zufrieden.

### Konstruktive Mängel

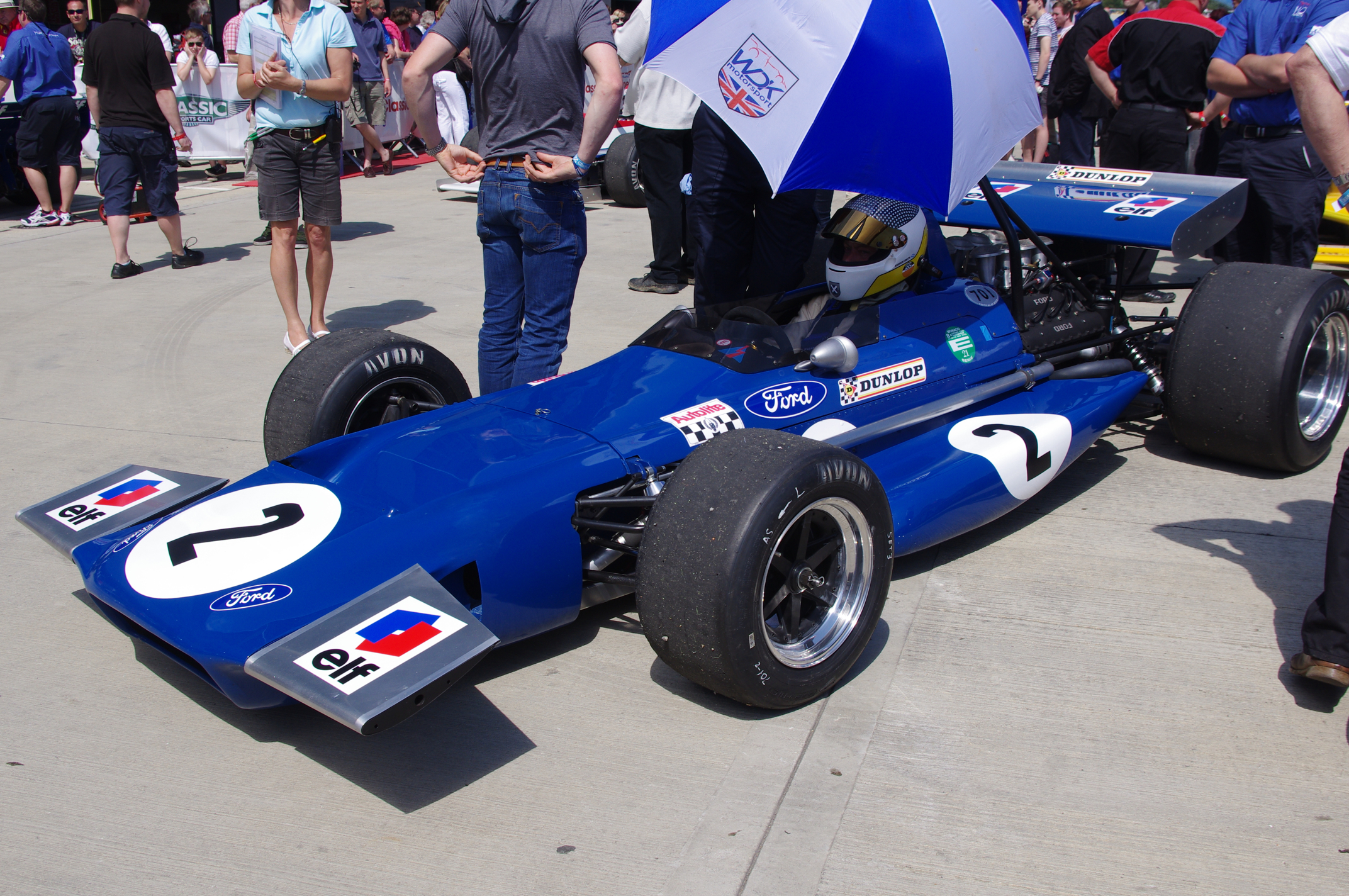
„Chinesische Kopie eines McLaren Lotus“: Der übergewichtige March 701

Der March 701 wird rückblickend als sehr schlichtes und konventionelles Auto ohne technische Experimente angesehen. Einige Beobachter hatten diesen Eindruck bereits bei der Präsentation des Autos. Der britische Fachjournalist L.J.K. Setright beschrieb den March 701 im Februar 1970 beispielsweise abwertend als die „chinesische Kopie eines McLaren Lotus von 1967“. Der Konstrukteur Robin Herd war mit dem Fahrzeug unzufrieden. Später erklärte er, er habe aus Zeitmangel und aus finanziellen Gründen viele Kompromisse eingehen müssen. Der March 701 sei nicht das Auto gewesen, das er eigentlich habe konstruieren wollen.
Zu den Mängeln des March 701 gehörten das hohe Gewicht, das bei der Präsentation je nach Quelle 50 kg oder 70 kg über dem zulässigen Mindestgewicht lag, sowie die ungünstige Gewichtsverteilung: Mit dem vor der Vorderachse eingebauten Wasser- und dem hinter der Hinterachse angeordneten Ölkühler lagen zwei schwere Komponenten an den Extrempositionen des Fahrzeugs. Diese Anordnung beeinflusste das Handling nachteilig. Insbesondere in Kurven zeigte der 701 nach Ansicht Jackie Stewarts eine „unvergleichliche Trägheit“. Er meinte, der 701 sei „kapriziös, langsam im Ansprechverhalten und Abstimmungsversuchen nicht zugänglich.“ Für Stewart war der 701 das am schwersten zu fahrende Auto seiner Formel-1-Karriere. Er hielt sogar den BRM P83 für besser fahrbar, der mit seinem Sechzehnzylinder-H-Motor als besonders schwerfällig galt. Auch Ronnie Peterson fand bei keinem seiner Einsätze im 701 ein Setup, das die Unhandlichkeit des Autos ausgleichen konnte.
Ein weiteres Defizit war das geringe Entwicklungspotential des 701: Aufgrund der technischen Gegebenheiten war das Auto nur sehr begrenzt weiterentwickelbar. Daraus resultierte im Laufe der Saison ein technischer Stillstand bei March, während andere Konstrukteure ihre Autos verbesserten und die Konkurrenzfähigkeit erhöhten.

## Produktion: Elf Chassis

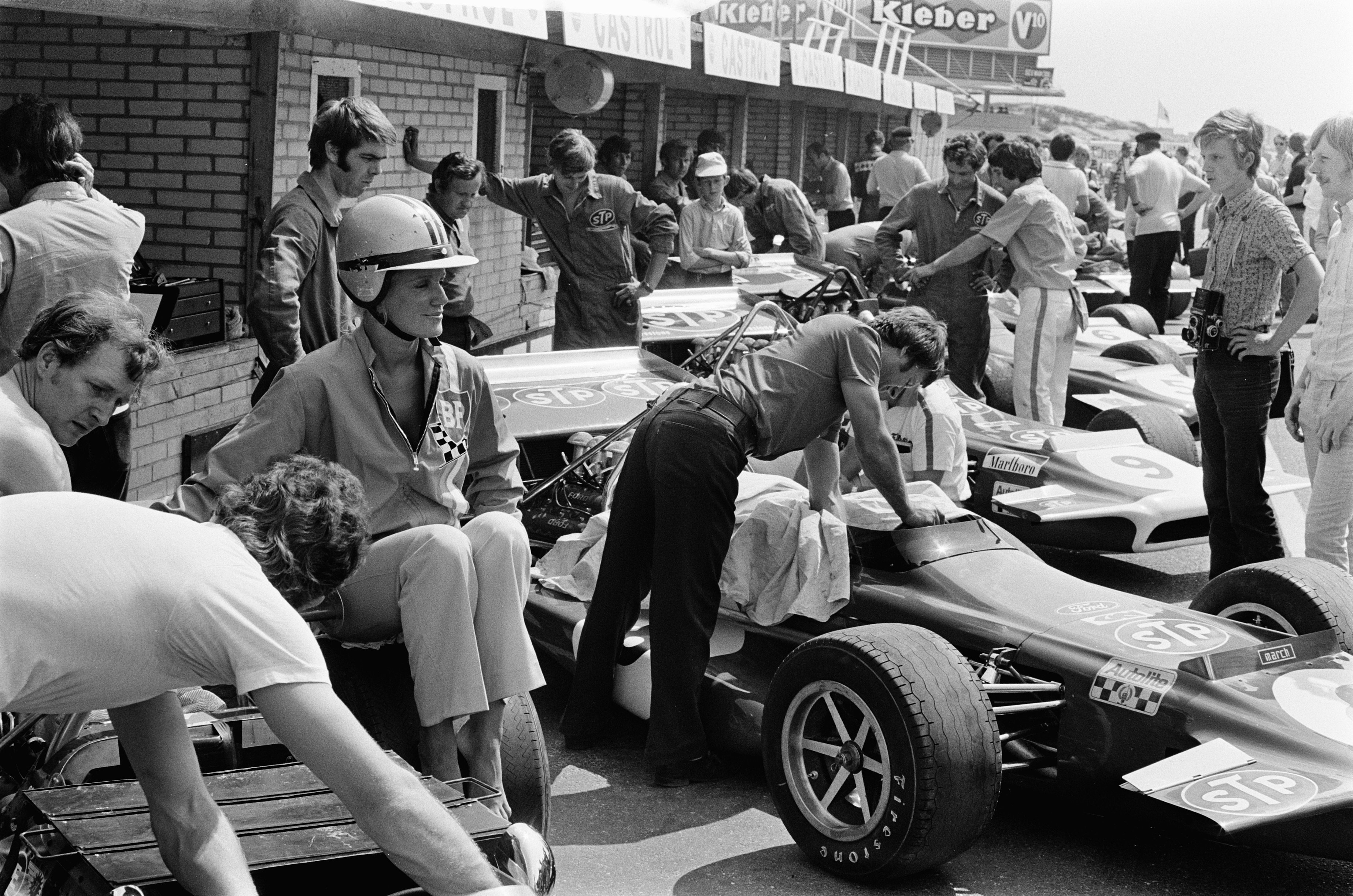
Vier der insgesamt 11 hergestellten March 701 beim Großen Preis der Niederlande 1970

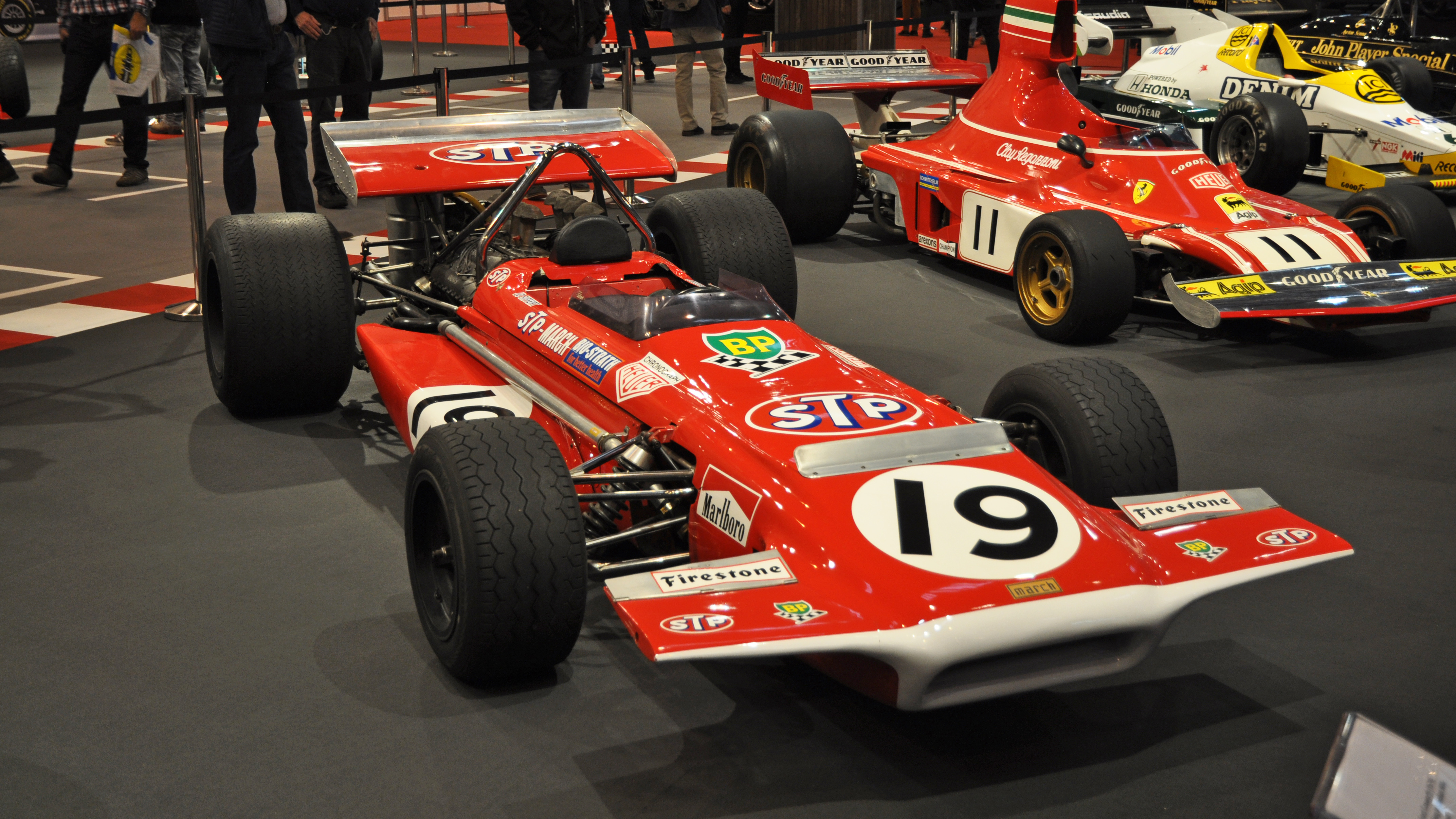
March 701 von Jo Siffert auf der Essen Motor Show 2015

1970 und 1971 entstanden insgesamt elf Exemplare des March 701, zehn davon innerhalb der Zeit von November 1969 bis Mai 1970. Der 701 ist damit zusammen mit dem March 761, der in gleicher Stückzahl entstand, das am häufigsten produzierte Formel-1-Auto des britischen Rennwagenherstellers. Die Herstellungskosten bezifferte Alan Rees auf 3.000 £ für jedes Fahrzeug; March verkaufte die 701 zumeist für ein Vielfaches dieses Betrages.

### 701/1 und 701/5
Die Chassis 701/1 und 701/5 setzte das March-Werksteam in der Formel-1-Saison 1970 für Chris Amon und Jo Siffert ein.
Das Chassis 701/1 war für Amon vorgesehen. Nachdem er das Auto bei einem Unfall beim Großen Preis von Monaco beschädigt hatte, baute March das Chassis komplett neu auf. Es erhielt ein neu hergestelltes Monocoque sowie leichtere Tanks und Kühler. Die Änderungen bewirkten eine Gewichtsreduzierung dieses Exemplars um 30 kg.
Chassis 701/5 war Sifferts Auto. Nach einem Unfall beim Großen Preis von Frankreich erhielt der 701/5 ebenfalls ein neues Monocoque. Es war allerdings keine neu aufgebaute Einheit, sondern das erste Monocoque von Amons 701/1, das zwischenzeitlich repariert worden war. Nach dem Ende der Saison trennte sich Siffert vom Werksteam. Er übernahm den 701/5 und brachte ihn 1971 vereinzelt für seinen eigenen Rennstall Jo Siffert Automobiles an den Start.

### 701/2, 701/4 und 701/7
Die Chassis 701/2, 701/4 und 701/7 übernahm die Tyrrell Racing Organisation, die sie nur 1970 einsetzte. Eines der Chassis wurde für den Wiederaufbau des im April 1971 zerstörten 701/6 von Frank Williams verwendet.

### 701/3
Das Chassis 701/3 erhielt der von Andy Granatelli geleitete Rennstall STP Corporation. Dieses Fahrzeug wurde in drei verschiedenen Motorsportserien eingesetzt. 1970 und 1971 erschien es zu sechs Formel-1-Rennen. Zu Beginn des Jahres 1971 meldete Chris Amon das Auto für einige Einsätze in der Tasman-Serie, bevor Skip Barber mit ihm in den USA ein Rennen der Formel 5000 bestritt.

### 701/6
March begann im April 1970 mit dem Aufbau des Chassis 701/6, stellte es aber zunächst nicht fertig. Das Auto wurde in der Saison 1970 als Ersatzfahrzeug des Werksteams bezeichnet und gemeldet, tatsächlich war es aber im Jahr 1970 zu keiner Zeit einsatzbereit. Der 701/6 wurde dementsprechend 1970 bei keinem Rennen eingesetzt. Anfang 1971 übernahm Frank Williams das Auto, der es achtmal einsetzte, sechsmal davon bei Rennen ohne Weltmeisterschaftsstatus. Der 701/6 wurde 1971 zweimal bei Unfällen erheblich beschädigt. Nach dem ersten Unfall baute March den Wagen unter Verwendung eines der Chassis der letztjährigen Tyrrell-Wagen und zahlreicher Ersatzteile wieder auf; nach dem zweiten Unfall im Spätsommer 1971 wurde es abgeschrieben.

### 701/8
Das Chassis 701/8 erwarb das britische Kundenteam Antique Automobiles des Autohändlers Colin Crabbe. Es wurde nur 1970 bei Formel-1-Läufen eingesetzt. Nach dem Ende der Saison 1970 nahm March das Auto zurück. Teile des 701/8 wurden in den folgenden Monaten für das Chassis 701/11 verwendet.

### 701/9
Das Chassis 701/9 übernahm zunächst der deutsche Rennfahrer Hubert Hahne, der es einmal für sich meldete und danach an den Franzosen Jean-Pierre Jarier weitergab. Insgesamt wurde das Fahrzeug nur zu drei Rennen gemeldet.

### 701/10
Das Chassis 701/10 wurde im Frühjahr 1970 fertiggestellt und nach Afrika verkauft. Mit ihm bestritt der rhodesische Rennfahrer John Love von 1970 bis 1971, möglicherweise auch noch 1972 zahlreiche Läufe der Südafrikanischen Formel-1-Meisterschaft sowie einen Formel-1-Weltmeisterschaftslauf.

### 701/11
Chassis 701/11 wurde erst Anfang 1971 unter Verwendung von Teilen des 701/8 komplettiert. Mike Beuttler fuhr den Wagen 1971 bei vier nicht zur Formel-1-Weltmeisterschaft zählenden Rennen.

## Erfolge und Erklärungsversuche

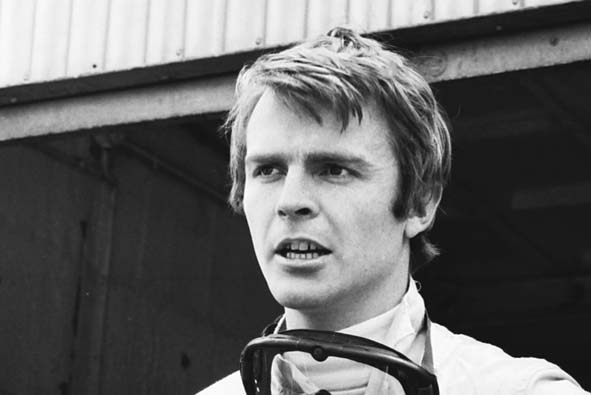
Hielt den Erfolg des 701 für eine Glückssache: March-Gründer Max Mosley

Ken Tyrrell hielt den March 701 für „einen Haufen Müll“ (Heap of rubbish). Gleichwohl bot March zu Beginn der Formel-1-Saison 1970 ein „beeindruckendes Bild“. Beim Auftaktrennen in Kyalami standen fünf 701 am Start. Der 701 war damit das zahlenmäßig am stärksten verbreitete Fahrzeug der neuen Saison.
Der March 701 erzielte in der ersten Hälfte der Saison 1970 eine Reihe von Erfolgen. In seinen ersten sechs Rennen fuhr der 701 vier Pole-Positionen ein, siegte dreimal und belegte viermal den zweiten und einmal den dritten Platz. Schon beim Auftaktrennen in Südafrika standen zwei March 701 in der ersten Startreihe: Jackie Stewart (Tyrrell) und Chris Amon (Werksteam) hatten im Qualifying jeweils eine Rundenzeit von 1:19,3 Minuten erreicht. In Kyalami erreichte March als neuer Konstrukteur auch die erste Podiumsplatzierung. Anschließend setzte eine Siegesserie ein: Das Race of Champions und die International Trophy, zwei nicht zur Weltmeisterschaft zählende Rennen, sowie den zweiten Weltmeisterschaftslauf des Jahres in Spanien gewannen March-Piloten. Auf dem Circuito del Jarama kamen nur fünf Autos ins Ziel, drei von ihnen waren March 701. In der Endwertung der Saison 1970 belegte March mit 48 Punkten den dritten Platz der Konstrukteurswertung hinter Lotus (59 Punkte) und Ferrari (52 Punkte).
Die Frage, warum ein technisch anspruchsloses Auto eines neuen Konstrukteurs derartige Erfolge erzielen konnte, wird unterschiedlich beantwortet. Für Max Mosley beruhten die Erfolge des 701 zu Beginn der Saison 1970 auf bloßem Glück: March sei in die Formel 1 gekommen, als die eingesessenen Teams „noch im Halbschlaf gewesen“ seien. Der 701 sei ein „Weckruf“ für die Formel 1 gewesen, der die etablierten Konstrukteure angetrieben habe, ihre Rennwagen weiterzuentwickeln. Jackie Stewart führte den Erfolg des March 701 in erster Linie auf die eigenen besonderen Talente und die von Chris Amon zurück: „Chris und ich waren mit dem 701 schnell, weil wir die besten Fahrer des Jahres waren“. Nur sie beide konnten aus Stewarts Sicht mit dem 701 richtig umgehen.

## Renneinsätze
Die Entwicklung des March 701 war von der Presse mit Skepsis, gelegentlich auch mit Spott begleitet worden: Nur wenige Beobachter konnten sich vorstellen, dass ein neu gegründetes Unternehmen in der Lage sei, in wenigen Wochen einen Rennwagen zu konstruieren und mehrere Exemplare herzustellen. Die Öffentlichkeit war umso überraschter, als Max Mosley am 6. Februar 1970, zehn Wochen nach Beginn der Entwicklungsarbeiten, auf dem Silverstone Circuit zwei fahrbereite Wagen des 701 – einer in den Farben des Werksteams, der andere in der Aufmachung der Tyrrell Racing Organisation – präsentierte und zudem die Belieferung weiterer Kundenteams ankündigte. Einige Tage vor der Präsentation hatte Howden Ganley bereits einen ersten Probelauf (sog. Shakedown) mit Amons Auto durchgeführt. Nach der Präsentation testete March mehrere 701-Chassis im südafrikanischen Kyalami. Die Testfahrten wurden vom Reifenlieferanten Firestone bezahlt. March nahm dadurch 27.000 £ ein, ein Betrag, der seinerzeit das finanzielle Überleben des Unternehmens sicherte.
Von März 1970 bis Januar 1972 gingen insgesamt 24 Fahrer mit einem March 701 an den Start. Siege erzielten nur Chris Amon und Jackie Stewart. Neben dem eigenen Werksteam rüstete March zehn Kundenteams mit 701-Chassis aus. Weitere Rennställe hatten Interesse an dem Auto, unter ihnen Eifelland Caravans, das einen 701 für Rolf Stommelen kaufen wollte; mangels Kapazitäten und mangels finanzieller Ressourcen war March allerdings nicht in der Lage, noch mehr Chassis herzustellen.

### Formel-1-Saison 1970

#### March Engineering

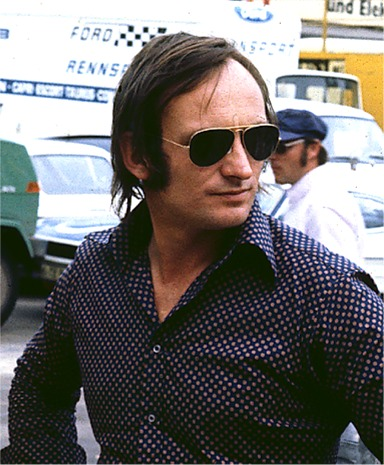
Bester March-Werkspilot: Chris Amon, der mit dem 701 die International Trophy 1970 in Silverstone gewann

March ging 1970 mit einem eigenen Werksteam in der Formel-1-Weltmeisterschaft an den Start. Die Autos des Werksteams waren rot lackiert und trugen Sponsoraufkleber von STP. Als Fahrer meldete March Engineering den Neuseeländer Chris Amon, der im Vorjahr für Ferrari gefahren war, sowie den Schweizer Jo Siffert. March setzte amerikanische Firestone-Reifen ein. Die March-Werkswagen waren nach Ansicht von Beobachtern weniger gut vorbereitet als Tyrrells Kundenfahrzeuge.
Bei seinem ersten Rennen für March fuhr Amon zusammen mit Jackie Stewart vom Kundenteam Tyrrell die schnellste Trainingszeit. Während Stewart im Rennen 20 Runden lang in Führung lag, fiel Amon zurück und schied nach 14 Runden mit überhitztem Motor aus. Auch bei den zwei folgenden Weltmeisterschaftsläufen in Spanien und Monaco schied Amon nach technischen Defekten aus. Seine erste Zielankunft in einem Werks-March erreichte er bei der nicht zur Weltmeisterschaft zählenden International Trophy im Mai 1970, die er vor Jackie Stewart gewann. Dieser Sieg war sein einziger bei einem Formel-1-Rennen. Im weiteren Verlauf der Saison kam Amon zweimal – in Belgien und in Frankreich – auf Platz zwei ins Ziel, hinzu kamen ein dritter Platz in Kanada sowie drei weitere Positionierungen in den Punkterängen. In den meisten Fällen hatte Amon aber einen großen Abstand zu den jeweiligen Siegern, der aus Sicht von Beobachtern die qualitativen Defizite des March 701 im Vergleich zum Lotus 72 oder zum Ferrari 312B deutlich machte. Am Ende der Saison verzeichnete Amon 23 Weltmeisterschaftspunkte – zwei weniger, als Stewart in Tyrrells March erreicht hatte –, sodass er in der Fahrerwertung Platz acht belegte.
Jo Siffert, der hier erstmals in einem Werksteam antrat, erlebte 1970 bei March eine „albtraumartige Saison“. Der Schweizer, der in der Vorsaison im privaten Lotus des Rob-Walker-Teams mit 15 Punkten Platz neun der Fahrerwertung erreicht hatte, fuhr 1970 keinen Weltmeisterschaftspunkt ein. Seine Trainingszeiten reichten üblicherweise nur für Platzierungen im hinteren Drittel des Starterfeldes. Eine Ausnahme war der Große Preis von Deutschland, bei dem er als Vierter und bester March-Pilot ins Rennen ging. Beobachter führen diese Startposition allerdings auf einen Fehler der Zeitnahme zurück. Beim Großen Preis von Spanien verpasste er (zum zweiten Mal in seiner Formel-1-Karriere) sogar die Qualifikation. Siffert kam im March 701 nur dreimal ins Ziel: In Südafrika wurde er mit fünf Runden Rückstand auf den Sieger Zehnter, in Österreich und den USA Neunter. Bei allen anderen Veranstaltungen fiel er vorzeitig aus. In Monaco, Belgien und Deutschland wurde er, da er bis zu seinem Ausfall genügend Runden zurückgelegt hatte, gleichwohl gewertet. Die Ausfälle resultierten überwiegend aus Defekten im Motorumfeld, je einmal verursachte ein Aufhängungsbruch bzw. ein Fahrfehler den Ausfall. Alan Rees, einer der March-Gründer, führte das schwache Abschneiden Sifferts rückblickend nicht auf die Mängel des Autos, sondern auf die Organisation des Werksteams zurück: Das Werksteam habe sich nahezu vollständig auf den Nummer-eins-Fahrer Amon konzentriert. „Für Siffert blieb da nicht viel übrig“.

#### Tyrrell Racing Organisation

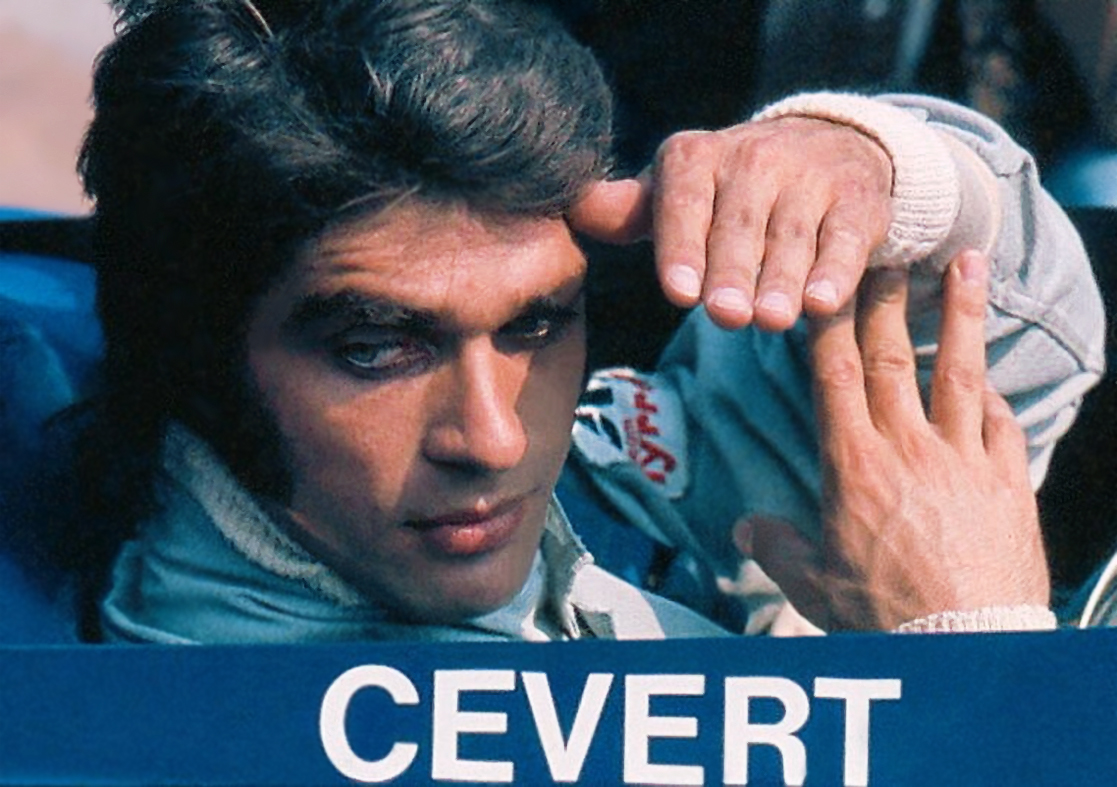
Formel-1-Debütant im March 701: François Cevert

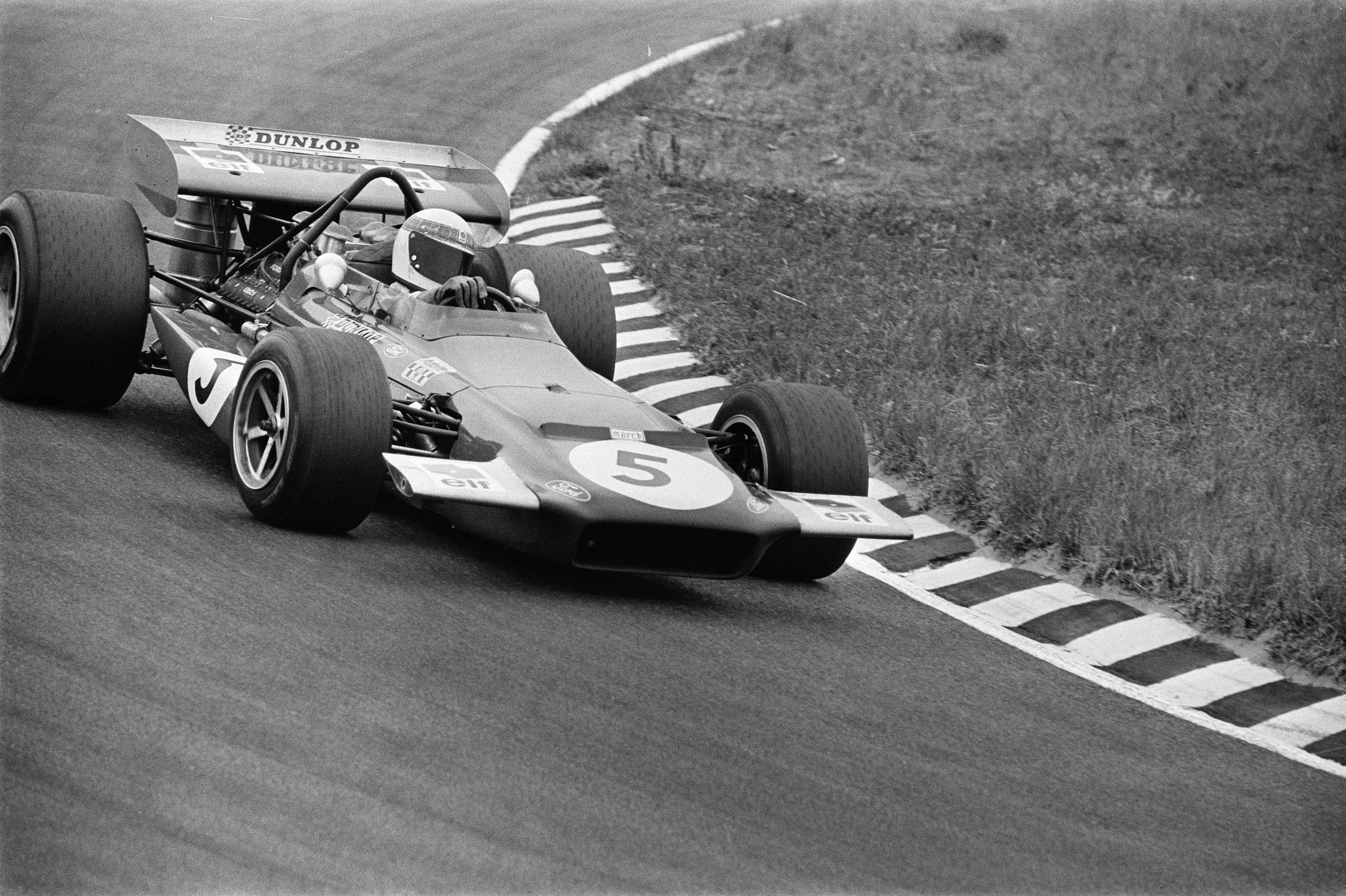
Jackie Stewart in Tyrrells March 701 beim Großen Preis der Niederlande 1970, den er als Zweiter beendete

Ken Tyrrells 1960 gegründeter Rennstall war 1970 der prominenteste Kunde von March Engineering. Die Tatsache, dass sich das Weltmeisterteam des Vorjahres für das neu entwickelte March-Chassis entschied, wurde bereits vor Fertigstellung des ersten Autos von Max Mosley werbewirksam verbreitet. Sie war eine wesentliche Ursache dafür, dass sich auch zahlreiche andere Rennställe für den March 701 interessierten. Für Tyrrell allerdings war der 701 von Anfang an nur eine Übergangslösung. Jedes der drei Tyrrell-Autos kostete 9.000 £ (ca. 79.000 DM); bei zwei von ihnen übernahm Ford den Kaufpreis.
Tyrrells Autos waren, der Tradition des Rennstalls folgend, blau lackiert und trugen Sponsoraufkleber des französischen Mineralölkonzerns Elf. Anders als das March-Werksteam setzte Tyrrell Reifen von Dunlop ein. Zudem hatten die Tyrrell-Mechaniker den 701 in einigen Details modifiziert.
Tyrrells Spitzenfahrer war wie im Jahr vorher Jackie Stewart, der amtierende Weltmeister. Er bestritt zehn Rennen der Saison 1970 im March 701. Bereits beim ersten Rennen, dem Großen Preis von Südafrika, belegte er die Pole-Position. Stewart führte das Rennen während der ersten 20 Runden an, dann ließ die Haftkraft seiner Dunlop-Reifen nach, und er wurde zunächst von Jack Brabham (Brabham BT33) und später auch von Denis Hulme (McLaren M14) überholt. Stewart beendete das Rennen als Dritter. Beim anschließenden Race of Champions startete Stewart erneut von der Pole-Position. Auf dem Brands Hatch Circuit kam er als erster ins Ziel und bescherte March damit bereits im zweiten Rennen den ersten Sieg. Den anschließenden Großen Preis von Spanien gewann Stewart ebenfalls; im Laufe des Rennens überrundete er jeden anderen Fahrer mindestens einmal. Auch in Monaco und Belgien stand Stewart in Tyrrells March-Ford auf der Pole-Position; in beiden Fällen schied er aber nach einem Defekt des DFV-Motors aus. Im Sommer 1970 erreichte Stewart noch zwei zweite Plätze in den Niederlanden und in Italien, fiel aber zwischen diesen beiden Rennen dreimal aus. In dieser Zeit begann die Dominanz des neu konstruierten Lotus 72. Ab dem Großen Preis von Kanada verfügte Stewart über den neu entwickelten Tyrrell 001.
Neben Stewart fuhren Johnny Servoz-Gavin und François Cevert für Tyrrell. Sie erreichten nur wenige Erfolge. Beide kamen nur einmal in die Punkteränge; eine Podiumsposition gab es nicht. Servoz-Gavin bestritt die ersten drei Weltmeisterschaftsläufe für das britische Team. Durch den fünften Platz beim Großen Preis von Spanien erzielte er zwei Weltmeisterschaftspunkte im March 701. Beim anschließenden Rennen in Monaco verpasste Servoz-Gavin allerdings die Qualifikation. Es war die erste Nichtqualifikation des Tyrrell-Teams seit 1968. Nach dieser Veranstaltung beendete Servoz-Gavin seine aktive Fahrerkarriere aus gesundheitlichen Gründen. Sein Cockpit übernahm ab dem Großen Preis von Frankreich sein Landsmann François Cevert, der in Tyrrells March 701 sein Debüt in einem Formel-1-Auto gab.

#### Antique Automobiles Racing Team

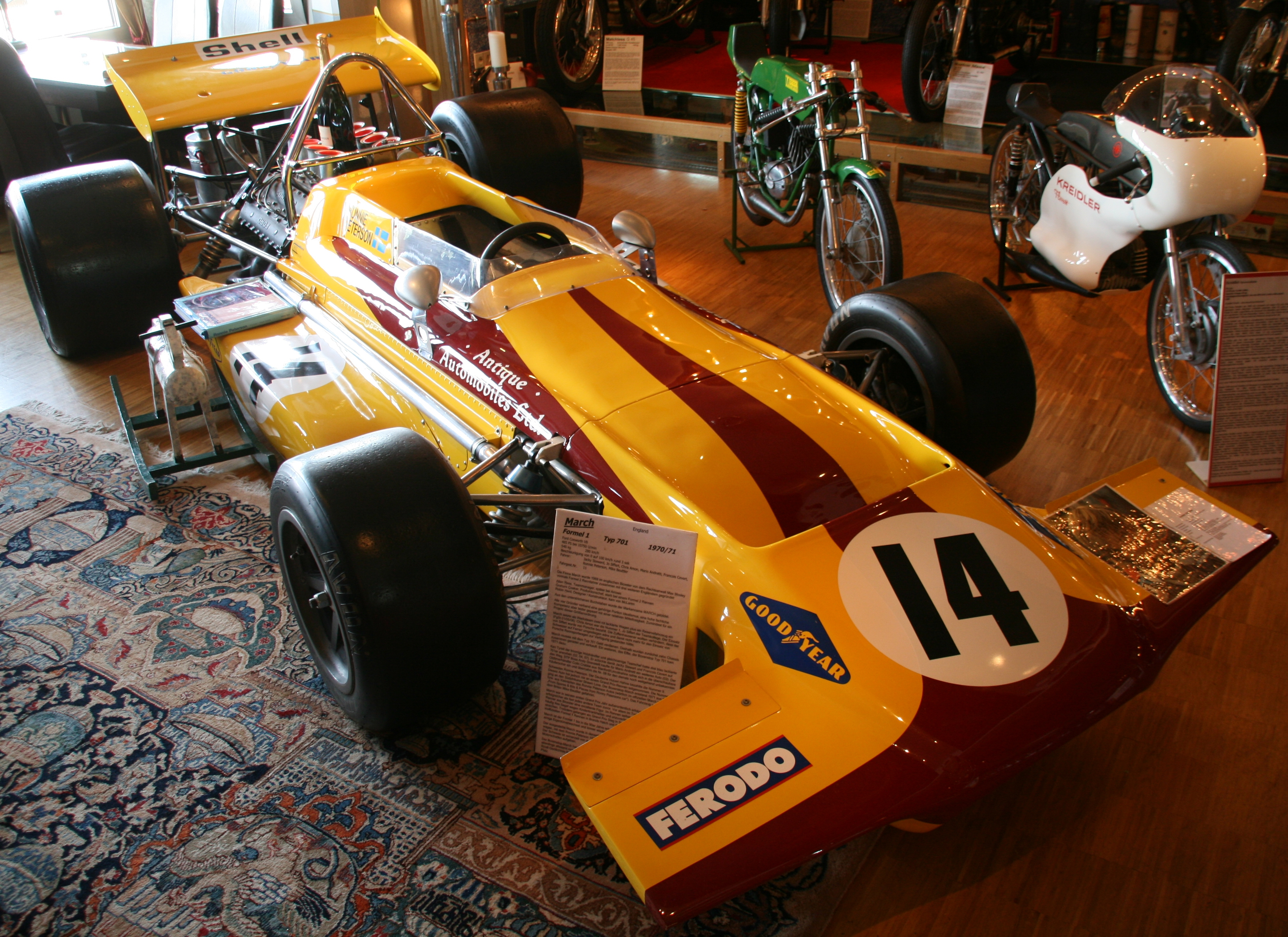
Der March 701/8 in den Farben des Antique Automobiles Racing Team

Das Antique Automobiles Racing Team war ein privater Rennstall, den der britische Automobilhändler Colin Crabbe unterhielt. Antique Racing hatte 1969 einen gebrauchten McLaren M7A für Vic Elford eingesetzt und mit diesem Auto drei Weltmeisterschaftspunkte erzielt. Für die Saison 1970 erwarb Crabbe einen neu aufgebauten March 701 (Chassis 701/8), der zum dritten Weltmeisterschaftslauf in Monaco einsatzbereit war. Anders als Tyrrell modifizierte Crabbe den 701 nicht. Das Team verwendete Reifen von Goodyear. Fahrer des Teams war der Schwede Ronnie Peterson, der hier sein Formel-1-Debüt gab.
Mit dem March 701 konnte Antique Automobiles keine zählbaren Ergebnisse erreichen. Bei seinem ersten Formel-1-Rennen kam Peterson auf Platz sieben und damit außerhalb der Punkteränge ins Ziel. Im Laufe der Saison kamen fünf weitere Zielankünfte hinzu, das Ergebnis seines Debütrennens konnte Peterson allerdings nicht noch einmal erreichen. Beobachter führten die mangelnde Konkurrenzfähigkeit des Crabbe-March auf ein Leistungsdefizit des einzigen dem Team gehörenden DFV-Motors zurück, der im Laufe der Saison infolge unterbliebener Revisionen zunehmend schwächer wurde. Am Ende der Saison 1970 stellte Antique Automobiles sein Formel-1-Engagement ein. Peterson wechselte im kommenden Jahr zum March-Werksteam, für das er bis 1973 an den Start ging.

#### STP Corporation
Das amerikanische Mineralölunternehmen STP war seit den 1960er-Jahren als Sponsor im Motorsport engagiert. Treibende Kraft war der ehemalige Rennfahrer Andy Granatelli, der zunächst als Werbeträger des Unternehmens auftrat und nach einigen Jahren in die Unternehmensleitung wechselte. Das Hauptaugenmerk lag dabei auf amerikanischen Rennserien; so beteiligte sich STP unter Granatellis Führung zusammen mit Lotus (Lotus 56 und Lotus 64) an den 500-Meilen-Rennen von Indianapolis. Granatelli unterstützte unter anderem den Rennfahrer Mario Andretti, dem er 1968 und 1969 in der Formel 1 ein Cockpit im Lotus-Werksteam finanzierte.
1970 weitete Granatelli sein Formel-1-Engagement aus. Er schloss einen Sponsorvertrag mit dem March-Werksteam. Zugleich meldete er ein eigenes Team zur Formel-1-Weltmeisterschaft, das die Bezeichnung STP Corporation trug. Als Fahrer wurde Mario Andretti gemeldet. Andretti bestritt fünf Weltmeisterschaftsläufe mit dem March 701, bei vier von ihnen fiel er vorzeitig aus. Der Große Preis von Spanien war das einzige Rennen, das Andretti beendete. Er kam als Dritter ins Ziel, sodass mit ihm und dem Sieger Jackie Stewart zwei March-Piloten in Jarama auf dem Podest standen. Es war Andrettis erste Zielankunft in einem Formel-1-Rennen.
1971 setzte das Team den Wagen bei mehreren Rennen in unterschiedlichen Klassen ein.

#### Team Hubert Hahne

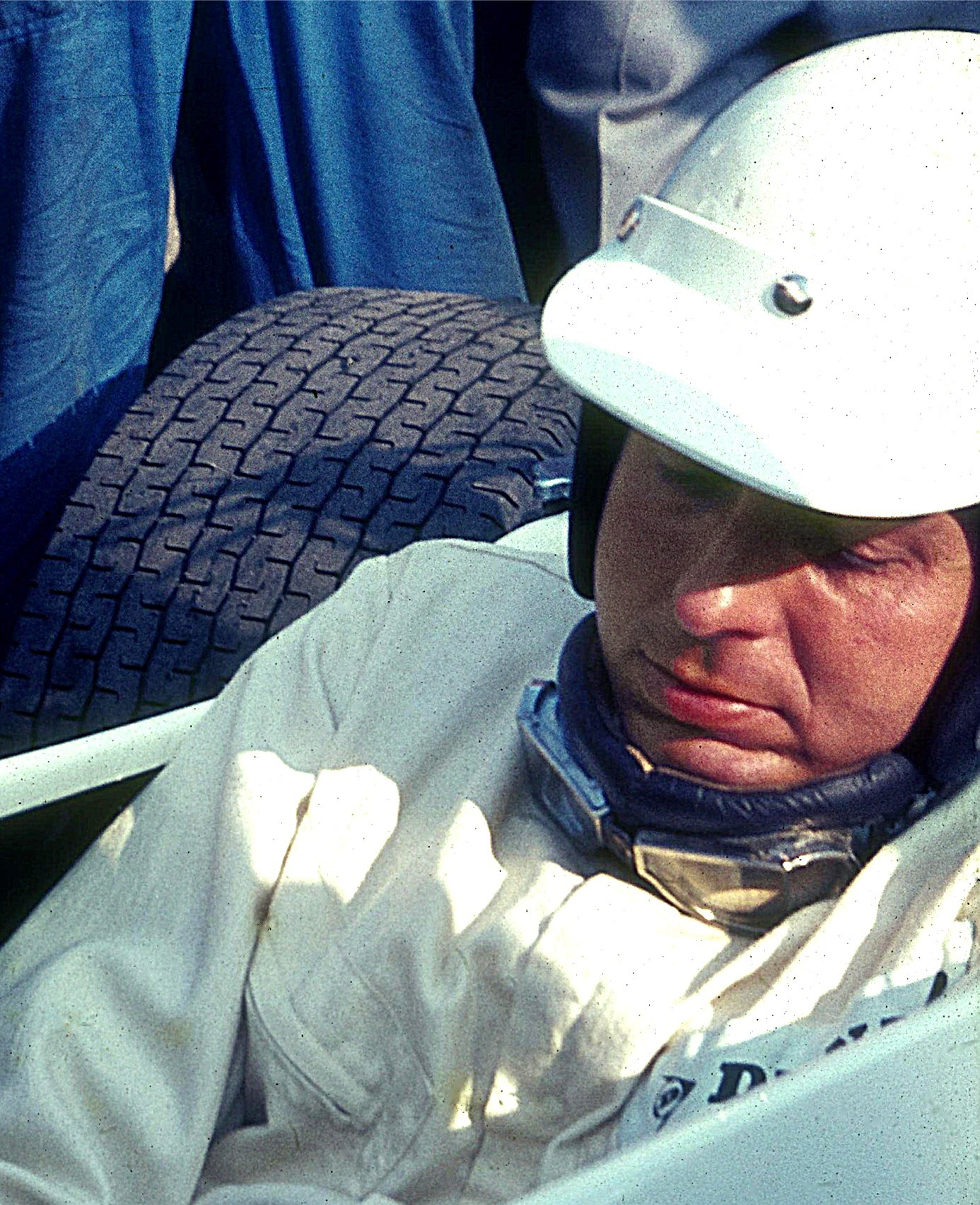
Mit dem 701 unzufrieden: Hubert Hahne

Der deutsche Autohändler und Rennfahrer Hubert Hahne kaufte – je nach Quelle für 18.000 £ oder 160.000 DM  – den March 701/9, den er in silberfarbener Lackierung zum Großen Preis von Deutschland 1970 meldete. Anfänglich war geplant, auf dem Wagen für die Bildzeitung zu werben; ein Sponsorvertrag mit dem Springer-Verlag kam indes nicht zustande.
Ohne den Wagen getestet zu haben, erreichte Hahne auf dem Hockenheimring im Qualifying eine Rundenzeit von 2:07,100 Minuten, die 7,6 Sekunden über der Zeit von Jacky Ickx lag, der im Ferrari 312B die Pole-Position herausgefahren hatte. Er war damit der langsamste Fahrer und verpasste die Qualifikation um nahezu zwei Sekunden.
Hahne machte March für sein Scheitern verantwortlich; er behauptete, March habe ihm statt eines startklaren Rennwagens „einen halben Schrotthaufen“ überlassen: Die Straßenlage des Wagens sei schlecht, die Getriebeübersetzung fehlerhaft und die elektrischen Leitungen seien falsch gepolt gewesen. Außerdem hätten die Bremsen nicht funktioniert. Er strengte einen Prozess gegen March Engineering an und ließ die Werksautos gerichtlich beschlagnahmen, als die Transporter des Werksteams nach dem Großen Preis von Österreich auf dem Rückweg nach Großbritannien über deutsches Hoheitsgebiet fuhren. Infolge der Sicherstellung konnte March Engineering nicht wie geplant werksseitig am International Gold Cup teilnehmen, einem Formel-1-Rennen im August 1970 in Oulton Park, das nicht zur Weltmeisterschaft zählte.
Zur Klärung der Vorwürfe kam es auf Anregung des March-Managers Max Mosley im September 1970 zu einer Vergleichsfahrt in Silverstone zwischen Hahnes 701/9 und dem 701/8 des Antique Automobiles Team. Ronnie Peterson fuhr beide Autos und erreichte in Hahnes 701/9 eine um zwei Sekunden schnellere Zeit als in seinem 701/8. Hahne zog daraufhin seine Klage zurück. Er gab den 701/9 im folgenden Jahr an Jean-Pierre Jarier weiter.

### Formel-1-Saison 1971
1971 wurde der March 701 von sieben Rennställen zu Formel-1-Rennen gemeldet, überwiegend Rennen, die keinen Weltmeisterschaftsstatus hatten. Der 701 erzielte 1971 keine Weltmeisterschaftspunkte.

#### Williams

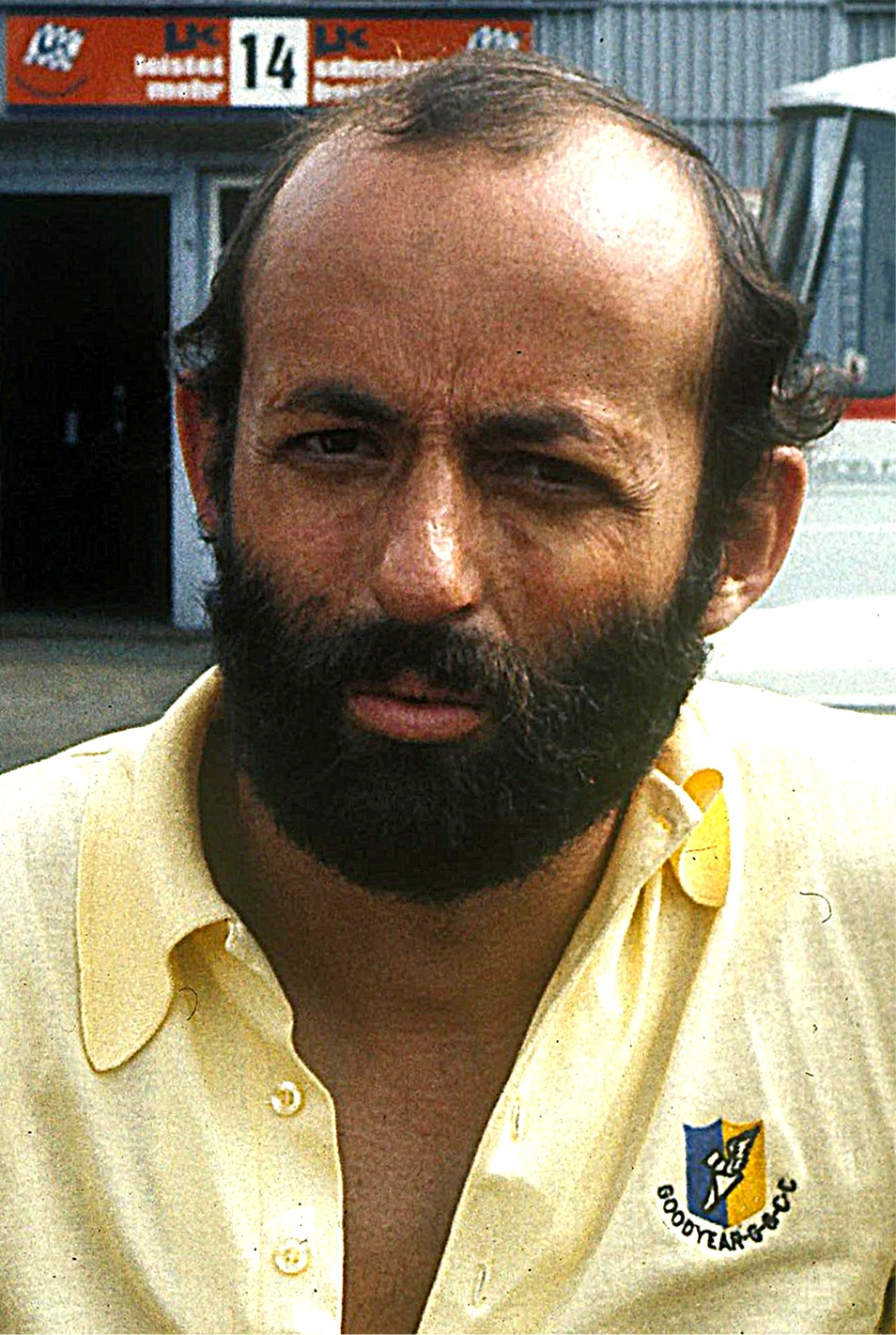
Henri Pescarolo fuhr 1971 den 701 für den Rennstall von Frank Williams

Frank Williams meldete seinen Rennstall Frank Williams Racing Cars – den Vorgänger des noch heute in der Formel 1 engagierten Teams Williams F1 – nach einigen Jahren in der Formel 2 erstmals 1969 zur Formel-1-Weltmeisterschaft. 1971 wurde Williams von dem französischen Mineralölunternehmen Motul unterstützt, der dem Franzosen Henri Pescarolo ein Cockpit bei Williams finanzierte. Williams setzte in dieser Saison vorrangig einen neu aufgebauten March 711 ein. Da das Auto allerdings in den ersten Monaten des Jahres 1971 noch nicht für Kundenteams verfügbar war, griff Williams für die ersten Rennen noch auf einen 701 (Chassisnummer 701/6) zurück.
Beim Großen Preis von Argentinien, der nicht zur Weltmeisterschaft zählte, wurde Pescarolo im 701/6 hinter Rolf Stommelen im Werks-Surtees und Jo Siffert in seinem privaten March 701/5 Dritter. Auch beim Großen Preis von Spanien, dem ersten Weltmeisterschaftslauf des Jahres, fuhr Pescarolo noch den 701/6. Hier kam er als Elfter ins Ziel. Ab dem folgenden Rennen setzte Williams für Pescarolo regelmäßig den neuen 711 ein.
Williams behielt den 701/6 allerdings, um ihn 1971 an einige Paydriver zu vergeben, auf die er zur Sicherung des Teambudgets angewiesen war. Der 701/6 kam noch einmal beim Großen Preis von Frankreich zum Einsatz, als Williams ein zweites Fahrzeug für den Franzosen Max Jean meldete. Jean, der bis dahin kein Formel-1-Rennen bestritten hatte, fuhr im Qualifying eine Zeit, die 9,08 Sekunden über der Pole-Zeit von Jackie Stewart lag. Dieses Ergebnis reichte nicht für die Qualifikation. Da aber der qualifizierte Nanni Galli, der einen Werks-March 711 mit Alfa-Romeo-Motor fuhr, infolge eines Technikdefekts nicht an den Start ging, erhielt Jean die Starterlaubnis. Im Rennen erlitt Jeans March einen Getriebedefekt, der einen langen Aufenthalt an der Box nach sich zog. Er fuhr das Rennen schließlich zu Ende, kam aber mit neun Runden Rückstand ins Ziel und wurde nicht gewertet. Williams meldete den 701/6 schließlich für Carlos Pace zum Großen Preis von Italien, konnte ihn allerdings nicht einsetzen, da Tony Trimmer den Wagen zwei Wochen vorher bei einem Unfall in Oulton Park erheblich beschädigt hatte.
Zahlreiche weitere Piloten fuhren den 701/6 für Williams bei weltmeisterschaftsfreien Rennen. Ray Allen startete im Race of Champions, das er als Sechster beendete, sowie beim Jochen-Rindt-Gedächtnisrennen auf dem Hockenheimring. Derek Bell fuhr den 701/6 beim Questor Grand Prix, der am 28. März 1971 im kalifornischen Ontario ausgetragen wurde und als erste Ausgabe des Großen Preises der USA (West) gilt. Den ersten Lauf dieses Rennens, das Mario Andretti für Ferrari gewann, beendete er auf Platz 13, den zweiten Lauf konnte er infolge eines Aufhängungsbruchs nicht beenden. In der Gesamtwertung belegte Bell Platz 15 und lag damit zwei Ränge hinter John Cannon, der den baugleichen 701/3 für STP fuhr. Einen Monat später zerstörte der nordirische Rennfahrer Cyd Williams den 701/6 bei der Daily Express International Spring Trophy in Oulton Park. Im August 1971 beschädigte Trimmer das zwischenzeitlich wieder aufgebaute Auto an gleicher Stelle erneut.

#### STP Corporation
Das amerikanische Team STP Corporation ist das einzige, das den March 701 in unterschiedlichen Rennserien einsetzte. Nach dem Abschluss der Formel-1-Saison 1970 brachte STP den 701/3 im Januar 1971 für Chris Amon und David Oxton in der Tasman-Serie an den Start. Für diese Rennen erhielt das Auto einen 2,5 Liter großen DFW-Motor. Im März 1971 wurde es auf den 3,0-Liter-DFV-Motor zurückgerüstet.
STP meldete den 701/3 in dieser Form für den kanadischen Rennfahrer John Cannon zum Questor Grand Prix. Im ersten Lauf dieses Rennens schied Cannon nach 29 von 32 Runden aus, im zweiten Lauf wurde er Neunter. In der Gesamtwertung belegte er Rang 12.
Einen weiteren Formel-1-Einsatz des 701/3 gab es nicht. Der Wagen wurde später für die Formel 5000 umgerüstet und bestritt ein Rennen. Jahre später funktionierte Granatelli die Wanne seines 701 zu einem Blumenkasten um.

#### Jo Siffert Automobiles

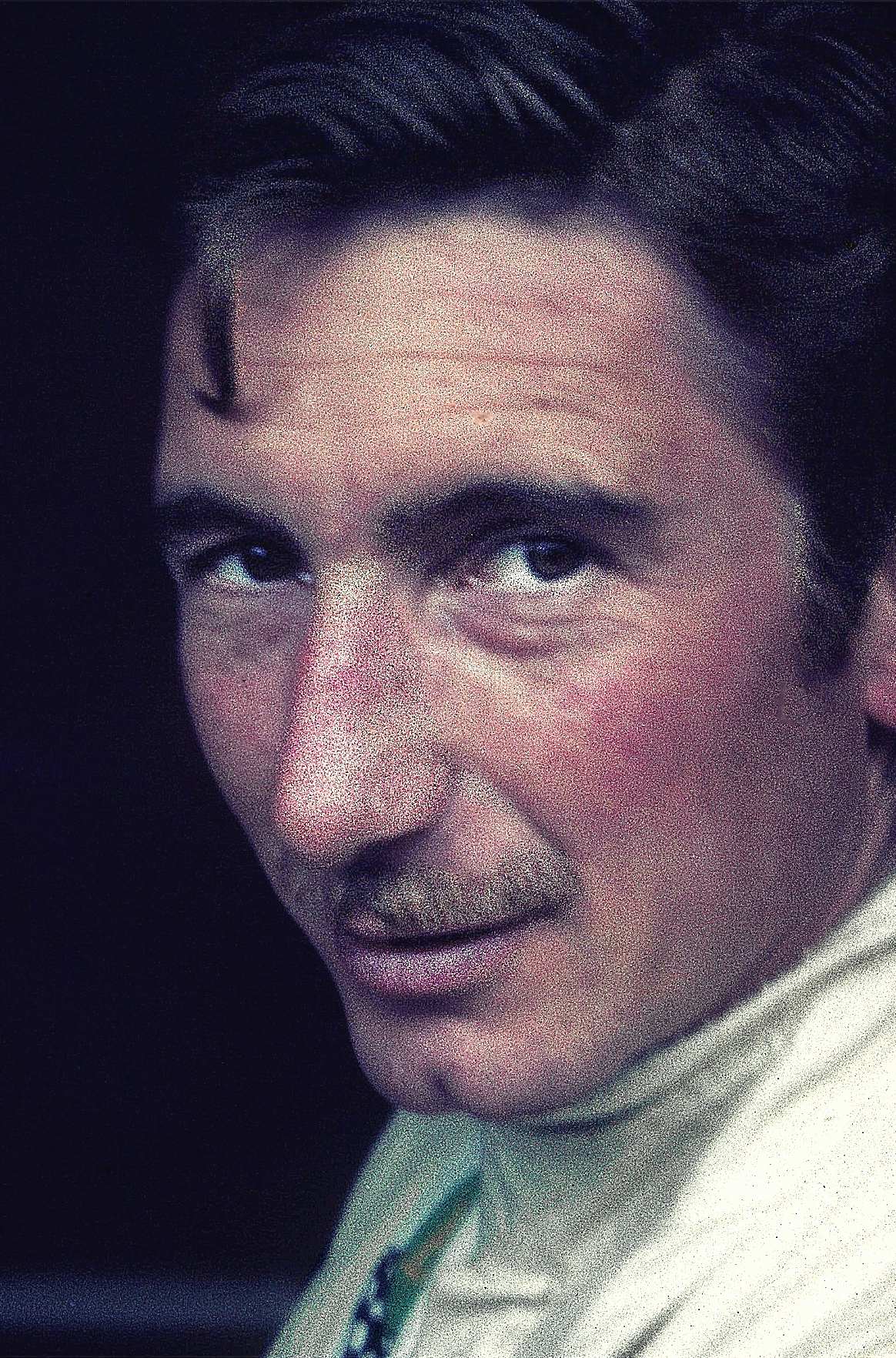
Rennfahrer und Teamchef: Jo Siffert

Jo Siffert verließ das March-Werksteam mit Ablauf des Jahres 1970. Für die Saison 1971 erhielt er einen Werksvertrag beim britischen Rennstall B.R.M., für den er jeden Weltmeisterschaftslauf des Jahres bestritt, ein Rennen – den Großen Preis von Österreich – gewann und im Jahresverlauf 19 Weltmeisterschaftspunkte einfuhr. Parallel dazu unterhielt er mit Jo Siffert Automobiles einen eigenen, in Freiburg (Schweiz) ansässigen Rennstall. Das Team hatte den March 701/5 übernommen, den Siffert 1970 werksseitig in der Saison 1970 gefahren war.
Beim Großen Preis von Argentinien im Januar 1971 fuhr Siffert das Auto selbst. Er kam bei dem weltmeisterschaftsfreien Rennen als Zweiter ins Ziel. In den folgenden Monaten stellte er das Auto nacheinander drei Rennfahrern zur Verfügung, die es jeweils bei einem Formel-1-Rennen an den Start brachten. Bei der Daily Express International Spring Trophy am 19. April 1971 in Oulton Park, einem nicht zur Weltmeisterschaft zählenden Rennen, startete Alan Rollinson für Jo Siffert Automobiles im March 701/5, während Siffert selbst einen BRM P160 fuhr. An dem Rennen nahmen lediglich zwölf Fahrer teil. Rollinsons Qualifikationszeit lag 13 Sekunden über der Pole-Zeit von Jackie Stewart. Er ging als letzter ins Rennen und kam mit vier Runden Rückstand auf den Sieger Pedro Rodríguez (BRM) als Fünfter ins Ziel. Zwei Monate später beim ebenfalls nicht zur Weltmeisterschaft zählenden Jochen-Rindt-Gedächtnisrennen auf dem Hockenheimring überließ Siffert das Auto dem Schweizer Xavier Perrot. Im Qualifying war Perrot nahezu 20 Sekunden langsamer als Jacky Ickx. Er kam mit vier Runden Rückstand als Elfter ins Ziel.
Anlässlich des Großen Preises von Frankreich im Juli 1971 erschien der 701/5 in diesem Jahr bei einem Weltmeisterschaftslauf. Jo Siffert Automobiles meldete den Wagen für den Pariser Rennfahrer François Mazet, der hier sein einziges Formel-1-Rennen bestritt. Mazet qualifizierte sich mit einem Rückstand von mehr als 9 Sekunden auf den Pole-Fahrer Stewart für den letzten Startplatz; er lag noch hinter seinem Landsmann Max Jean, der den weitgehend baugleichen 701/6 für Frank Williams an den Start brachte. Mazet beendete das Rennen und wurde mit neun Runden Rückstand als 14. und Letzter gewertet.

#### Shell Arnold
Der 1970 von Hubert Hahne erworbene 701/9 erschien 1971 bei zwei Formel-1-Rennen unter dem französischen Rennfahrer Jean-Pierre Jarier. Mindestens einmal hatte das Team Shell Arnold den Wagen gemeldet. Hinter dem im lothringischen Phalsbourg ansässigen Rennstall stand der Möbelhändler Marcel Arnold, der seit 1964 verschiedene französische Rennfahrer in unterschiedlichen Motorsportklassen unterstützte. 1971 bestritten Jean-Pierre Jarier und Jean-Pierre Jaussaud mit Arnolds Unterstützung nahezu die gesamte Formel-2-Saison. Im gleichen Jahr finanzierte Arnold die ersten beiden Formel-1-Einsätze Jean-Pierre Jariers, für die sich der Franzose den March 701/9 von Hubert Hahne auslieh.
Erstmals erschien Jarier mit dem 701/9 Ende August 1971 beim International Gold Cup in Oulton Park, der keinen Weltmeisterschaftsstatus hatte. Unter welcher Bezeichnung die Meldung erfolgte, ist unklar. Einige Quellen geben hierzu Goodwin Racing Services an, andere Hubert Hahne. Jarier erhielt für dieses Rennen keine technische Unterstützung von March. Im Qualifikationstraining erreichte er mit dem schlecht vorbereiteten Auto eine Rundenzeit von 2:14 Minuten. Er war damit 48 Sekunden langsamer als Peter Gethin im Werks-BRM P160 auf der Pole-Position. Jarier ging als Letzter ins Rennen. In beiden Läufen kam er ins Ziel, hatte aber nur 16 bzw. 18 von jeweils 20 Runden zurückgelegt.
Bei dem Großen Preis von Italien zwei Wochen später in Monza debütierte Jarier mit dem 701/9 in der Formel-1-Weltmeisterschaft. Es war – eineinhalb Jahre nach dem Debüt des Modells – der letzte Formel-1-Weltmeisterschaftslauf, zu dem ein March 701 gemeldet wurde. Für dieses Rennen erhielt er erneut finanzielle Unterstützung von Marcel Arnold. Gemeldet wurde das Auto vom Shell Arnold Team – mit Aufklebern von Hubert Hahne Racing. In Monza qualifizierte er sich für den letzten Startplatz; sein Rückstand auf die Pole-Zeit von Chris Amon im Matra MS120B betrug 5,7 Sekunden. Im Rennen legte Jarier 47 von 55 Runden zurück. Er kam als Zwölfter ins Ziel, wurde aber wegen zu großen Rückstands nicht klassifiziert.

#### Team Gunston
Team Gunston war ein südrhodesischer bzw. rhodesischer Rennstall, der 1962 von dem Automobilrennfahrer John Love gegründet worden war und seinen Sitz in Bulawayo hatte. Love nahm mit seinem Rennstall seit 1962 an der südafrikanischen Formel-1-Meisterschaft teil, die er sechsmal in Folge gewann. Zudem startete er seit 1962 regelmäßig bei den Großen Preisen von Südafrika, die mit Ausnahme des Jahres 1966 Weltmeisterschaftsstatus hatten. In den 1960er-Jahren verwendete Love regelmäßig gebrauchte Rennwagen britischer Konstrukteure wie den Cooper T55, den Brabham BT20 oder den Lotus 49. Im Juni 1970 übernahm er den March 701/10.
Der 701/10 erschien in den folgenden eineinhalb Jahren bei nahezu allen Rennen der Südafrikanischen Formel-1-Meisterschaft. Daneben setzte Love ihn auch bei einem Formel-1-Weltmeisterschaftslauf ein: Beim Großen Preis von Südafrika 1971 qualifizierte sich Love im 701/10 für den 21. Startplatz. Im Zeittraining war er zwei Sekunden langsamer als Ronnie Peterson, der für das March-Werksteam einen neuen 711 fuhr. Im Rennen lag Love zeitweise vor Peterson, nach 30 Runden fiel er aber, außerhalb der Punkteränge liegend, mit einem Getriebedefekt aus.

#### Tom Wheatcroft Racing

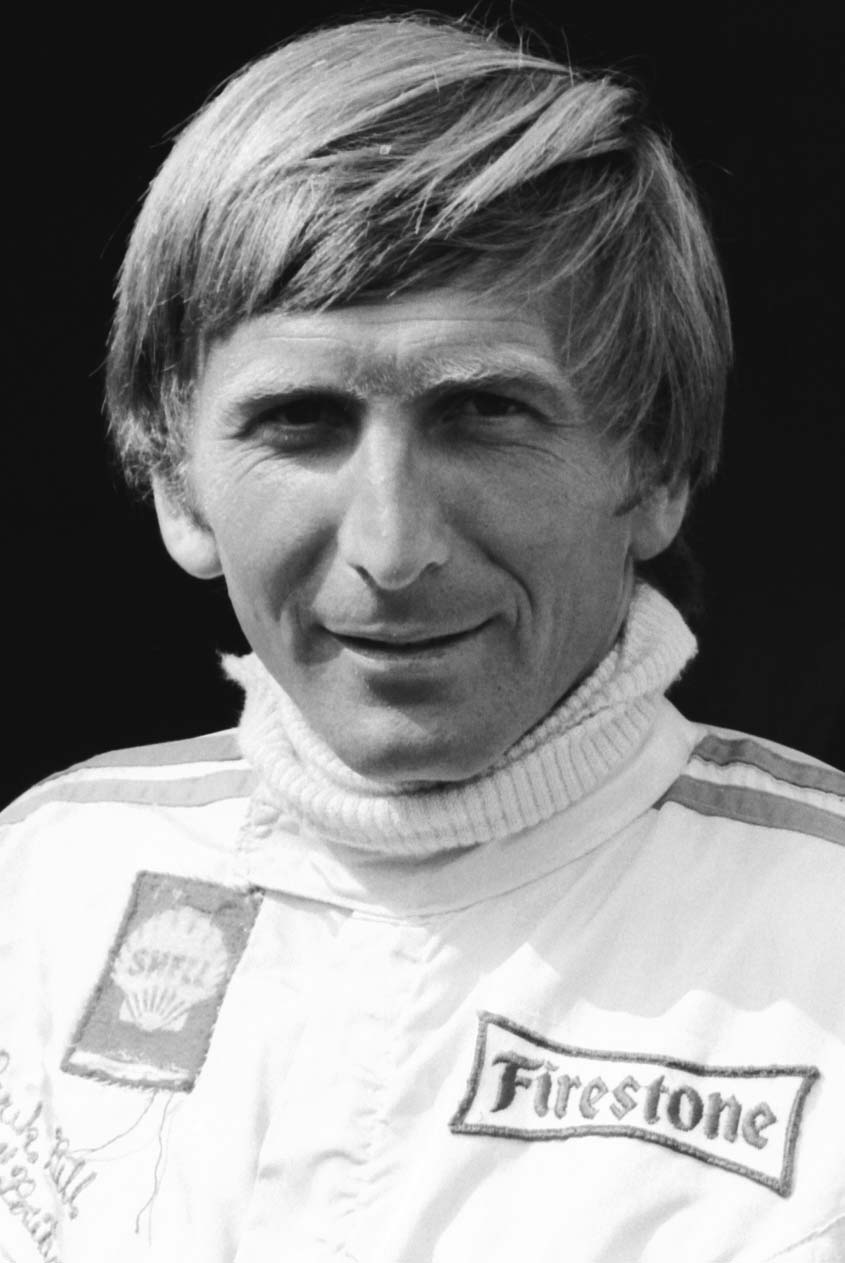
Fuhr zwei Rennen im 701: Derek Bell

Der britische Bauunternehmer Frederik Bernard „Tom“ Wheatcroft bestritt seit Mitte der 1960er-Jahre als sogenannter Herrenfahrer zahlreiche Sportwagenrennen, bei denen er unter anderem Fahrzeuge von Ferrari an den Start brachte. Anfang 1970 gründete Wheatcroft ein eigenes Motorsportteam, das er für Derek Bell in der Formel-2-Meisterschaft meldete. Bell wurde 1970 hinter Clay Regazzoni Vizemeister der Serie. Er fuhr in diesem Jahr auch einzelne Formel-1-Rennen für Wheatcroft, erzielte aber keine Erfolge.
Zu Beginn der Formel-1-Saison 1971 übernahm Wheatcroft Chris Amons March 701/1. Er meldete das Auto wiederum für Bell zum Großen Preis von Argentinien, einem Formel-1-Rennen ohne Weltmeisterschaftsstatus. Neben ihm starteten hier auch Pescarolo und Siffert mit ihren 701. Bell ging als Achter und letzter der drei 701-Piloten ins Rennen, das in zwei Läufen ausgetragen wurde. Im ersten Lauf wurde Bell Siebter, im zweiten Lauf fiel er nach 38 Runden infolge eines Motordefekts aus. In der Gesamtwertung lag Bell schließlich auf Platz fünf.
Danach stellte Wheatcroft sein Motorsportteam ein. Er finanzierte in der Folgezeit seinem Freund Roger Williamson ein Cockpit in einem Werks-March. Bell fuhr 1971 für Williams ein weiteres Formel-1-Rennen in einem March 701.

#### Clarke-Mordaunt-Guthrie
Der britische Rennfahrer Mike Beuttler debütierte 1971 in der Formel 1. Er meldete einen eigenen Rennstall mit der Bezeichnung Clarke-Mordaunt-Guthrie. Das Team war nach drei Investoren benannt, die Beuttlers Motorsportengagement finanzierten. Einsatzfahrzeug war zunächst der March 701/11, der Ende 1970 bei March Engineering aufgebaut worden war. Beuttler fuhr das Auto lediglich in vier Formel-1-Rennen, die keinen Weltmeisterschaftsstatus hatten. Sein bestes Ergebnis war der neunte Platz bei der Spring Trophy im April 1971 in Oulton Park. Drei Monate später ersetzte er den 701 durch den March 711/2, den Ronnie Peterson für das March-Werksteam gefahren hatte. Mit diesem Fahrzeug beteiligte sich Beuttler an zahlreichen Weltmeisterschaftsrennen.

### Südafrikanische Formel-1-Meisterschaft
Ein Exemplar des March 701 (Chassis 701/10) erschien zwei Jahre lang regelmäßig in der Südafrikanischen Formel-1-Meisterschaft.
Die Südafrikanische Formel-1-Meisterschaft war eine Automobilsportserie, die von 1960 bis 1975 auf Rennstrecken in Südafrika, Südrhodesien bzw. Rhodesien sowie in Mosambik ausgetragen wurde. Das Reglement entsprach weitgehend dem der Formel 1. Die Rennen waren nationale Veranstaltungen, bei denen in erster Linie südafrikanische und rhodesische Fahrer antraten. Abgesehen von einigen Eigenkonstruktionen wie etwa dem LDS setzten die Fahrer vorwiegend ältere britische Rennwagen von Brabham, Lotus oder McLaren ein, die sie als Gebrauchtfahrzeuge übernommen hatten.
In den späten 1960er-Jahren dominierte der Rhodesier John Love mit seinem Team Gunston die Serie. In einem zwei Jahre alten Lotus 49 gewann er 1969 zum sechsten Mal in Folge die Meisterschaft. Im folgenden Jahr endete Loves Vorherrschaft. Sein südafrikanischer Konkurrent Dave Charlton hatte mit Unterstützung von Lucky Strike einen Lotus 49C erworben, der nahezu zwei Jahre jünger war als Loves Fahrzeug. Love hoffte, Charlton schlagen zu können, indem er ein neues, konkurrenzfähiges Auto einsetzte. Seine Wahl fiel auf den March 701, der in den ersten Rennen der Formel-1-Weltmeisterschaft viel Aufsehen erregt hatte.
Die Hoffnung erfüllte sich nicht. John Loves Team Gunston setzte den March 701 zwischen Juni 1970 und Oktober 1971 (nach anderen Quellen: Januar 1972) bei 15 oder 16 Läufen der Südafrikanischen Formel-1-Meisterschaft ein und erreichte mit ihm nur unregelmäßige Erfolge. Zwar kam Love in dieser Zeit siebenmal ins Ziel – viermal davon als Sieger und dreimal als Zweiter –; den Erfolgen standen allerdings neun zumeist technisch bedingte Ausfälle gegenüber. Diese Ergebnisse genügten nicht, um sich in den Endwertungen der Jahre 1970 und 1971 vor Charlton zu halten.

#### 1970
Beim ersten Rennen des March 701/10, dem Bulawayo 100, am 21. Juni 1970 auf dem Kumalo Circuit im rhodesischen Bulawayo, fuhr Love einen Sieg ein. Sein March 701 war das jüngste Auto, das zu diesem Rennen gemeldet wurde. Die konkurrierenden Fahrer fuhren Autos, die ein oder zwei Jahre alt und vielfach bereits in der Formel-1-Weltmeisterschaft gelaufen waren. Love gewann das Rennen mit knappem Vorsprung vor Paddy Driver, der einen 1969 gebauten Formel-5000-McLaren M10 einsetzte. Die folgenden drei Rennen auf den südafrikanischen Strecken Kyalami, Roy Hesketh und Killarney fuhr Love nicht zu Ende. Zweimal fiel er mit Motorschaden aus, einmal konnte er aus gleichem Grund gar nicht an den Start gehen. Erst beim Großen Preis von Rhodesien am 13. September 1970 kam er wieder ins Ziel; hier musste er sich allerdings seinem Rivalen Dave Charlton geschlagen geben. In der Endwertung lag Love mit 37 Punkten auf Rang zwei hinter Charlton, der 67 Punkte erzielt hatte.

#### 1971
Love meldete den March 701/10 im folgenden Jahr zu den ersten sechs Rennen der neuen Meisterschaft. Er kam nur zweimal ins Ziel: Die Goldfields Autumn Trophy in Welkom gewann er, und die Highveld 100 beendete er als Zweiter. Bei vier weiteren Veranstaltungen in der ersten Hälfte des Jahres 1971 fiel er infolge technischer Probleme seines March aus. Von der Qualität des Autos enttäuscht, ersetzte Love den March im Juni 1971 durch einen Surtees TS9 (Chassis 003), mit dem er fünf Rennen bestritt. Love gewann im TS9 den Großen Preis von Mosambik 1971, was Beobachter allerdings darauf zurückführen, dass Loves Konkurrent Charlton an dem Rennen nicht teilnahm. Nachdem Love den TS9 bei einem Unfall bei der anschließenden 25th Anniversary Trophy stark beschädigt hatte, setzte er in den folgenden sechs Rennen erneut den March 701/10 ein, mit dem er weitere Siege bei den False Bay 100 und dem Großen Preis von Rhodesien 1971 erzielte. Beim letzten Saisonrennen, den Goldfields 100 in Welkom, kam Love im 701/10 als Zweiter ins Ziel. Er beendete die Saison mit 45 Punkten als Dritter der Meisterschaft hinter Dave Charlton (72 Punkte) und Jackie Pretorius (48 Punkte).
Ob Love danach noch im Januar 1972 das erste Rennen der Saison 1972 – die Highvelt 100 in Kyalami – im 701/10 bestritt, ist zweifelhaft; hierzu gibt es unterschiedliche Angaben. Ab Februar 1972 fuhr Love einen Brabham BT33.

### Tasman-Serie

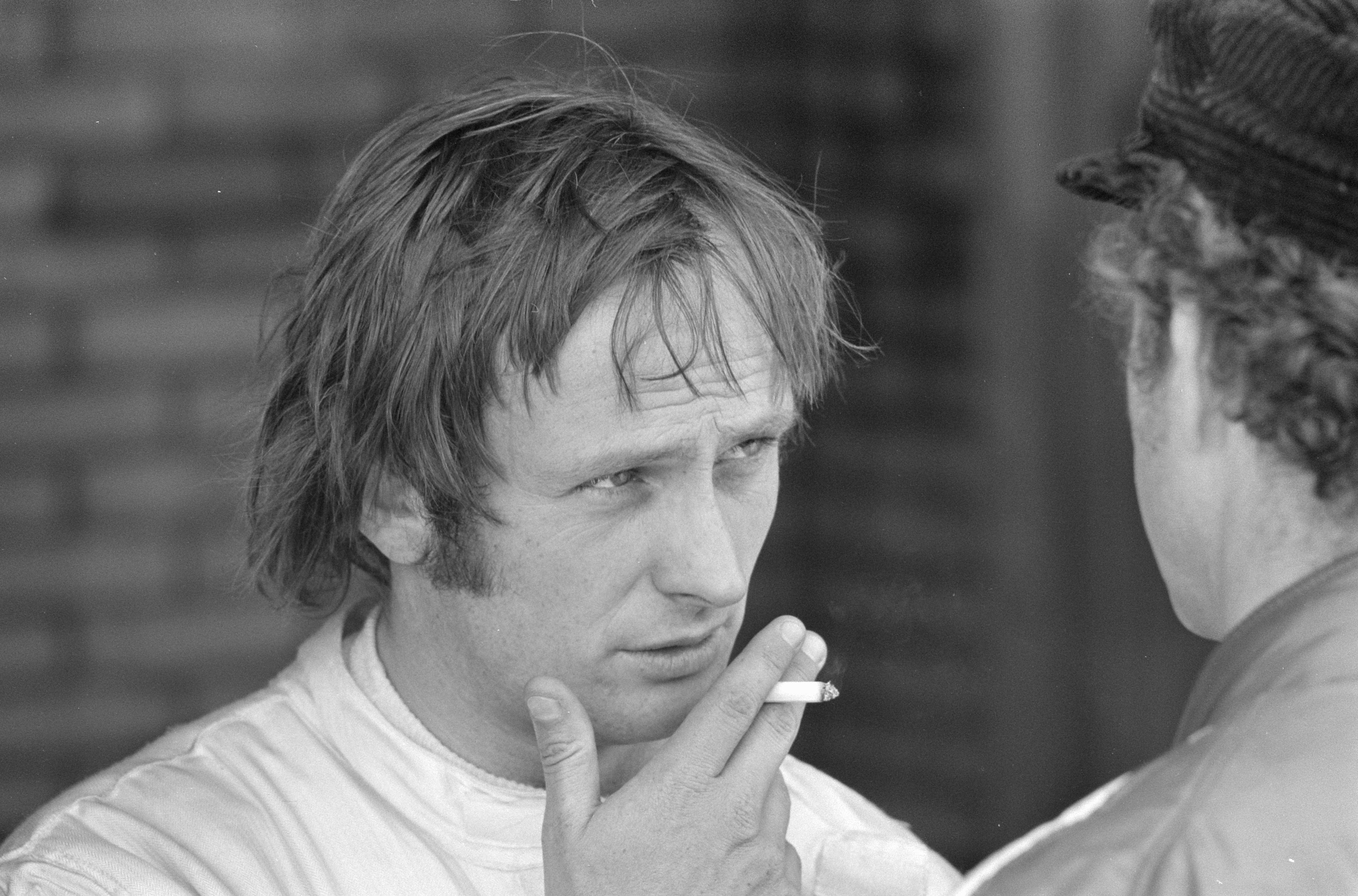
Im March 701 in der Tasman-Serie engagiert:Chris Amon

Die Tasman Series war eine Motorsportserie, die von 1964 bis 1975 in Australien und Neuseeland veranstaltet wurde. Das Reglement der Serie folgte in den ersten Jahren dem der Formel 1. Die Rennen fanden in den ersten Wochen eines neuen Jahres statt, lagen also zwischen dem Ende der zurückliegenden und dem Beginn der kommenden Formel-1-Weltmeisterschaftssaison. Diese Terminierung machte die Tasman-Serie für Teams und Piloten interessant, die an der Formel-1-Weltmeisterschaft teilnahmen: Die Piloten nutzten die Veranstaltungen vielfach als Training für die kommende Weltmeisterschaft, und einige Werksteams testeten bei den Tasman-Rennen ihre Neukonstruktionen, die in der neuen Saison eingesetzt werden sollten. Das änderte sich zu Beginn der 1970er-Jahre: Ab 1970 waren im Hinblick auf eine Reduzierung der Kosten auch Formel-5000-Fahrzeuge mit seriennahen amerikanischen Achtzylindermotoren zugelassen. Sie dominierten die Serie von 1972 bis zu ihrer Einstellung.
In der Tasman-Saison 1971 erschien der March 701 bei vier Rennen. Chris Amon hatte nach Abschluss der Formel-1-Weltmeisterschaft 1970 den 701/3 übernommen, der 1970 von Mario Andretti für die STP Corporation eingesetzt worden war. Amon war damit neben Jackie Stewart der einzige Rennfahrer, der in zwei Exemplaren des 701 an den Start ging. Das Auto erhielt einen 2,5 Liter großen Cosworth-DFW-Motor, der etwa 360 PS leistete. Im Vergleich zu den hubraumstarken Formel-5000-Autos war der 701 untermotorisiert; vor allem mangelte es dem Motor an Drehmoment.
Zweimal wurde das Auto für Chris Amon gemeldet. Beim Auftaktrennen in Levin kam Amon als Dritter mit einer halben Minute Rückstand auf den Sieger Graham McRae ins Ziel. Amon fuhr das Auto noch einmal zwei Wochen später bei der Lady Wigram Trophy in Christchurch; hier wurde er Fünfter. In beiden Fällen war Amon der beste Fahrer mit einem Formel-1-Motor.
Amon erkannte die mangelnde Leistungsfähigkeit des 701/3 und ersetzte ihn für den Rest der Saison durch einen Lotus 70, der mit einem 5-Liter-Motor von Ford ausgestattet war. Der 701/3 wurde an David Oxton weitergegeben, der ihn ebenfalls bei zwei Rennen an den Start brachte. Oxtons erster Einsatz im 701 war der Große Preis von Neuseeland. Hier musste er nach einem Bruch der Halbwelle vorzeitig aufgeben. Zwei Wochen später beendete er das Teretonga International Race als Siebter. Danach gab auch Oxton den March auf.

### Formel 5000

#### Amerikanische Formel-5000-Meisterschaft
Der March 701/3 startete 1971 bei einem Rennen der amerikanischen Formel-5000-Meisterschaft.
Der US-amerikanische Rennfahrer Skip Barber übernahm den 701/3 Anfang 1971 von Chris Amon, der den Wagen mehrfach in der Tasman-Serie eingesetzt hatte. Er ließ das Fahrzeug bei March auf die ursprüngliche Formel-1-Konfiguration zurückrüsten, sodass es wieder mit einem 3,0 Liter großen Cosworth-DFV-Motor ausgestattet war. Anschließend meldete er den Wagen für das Gene Mason Racing-STP-Team zum Riverside Grand Prix am 21. April 1971 auf dem Riverside International Raceway. Barber war einer von nur zwei Fahrern, die bei diesem Rennen nicht mit einem 5,0 Liter großen Achtzylindermotor antraten.
Barber qualifizierte sich auf dem kalifornischen Kurs für den sechsten Startplatz. Sein Rückstand auf den Trainingsschnellsten David Hobbs betrug 2,2 Sekunden. Am Renntag nahm er nur am ersten Lauf teil. Dabei beschädigte er den March in der 23. Runde bei einem Unfall so stark, dass eine Teilnahme am zweiten Lauf ausgeschlossen war. Ungeachtet dessen wurde Barber als 26. gewertet. Er erhielt ein Preisgeld von 950 $. Einen Monat später übernahm er einen March 711 (Chassis 711/5), den er zu einigen Läufen der Formel-1-Weltmeisterschaft 1971 meldete.

#### Europäische Formel-5000-Meisterschaft
1972 meldete Robin Darlington den March 701/11 mit einem 5-Liter-Chevrolet-Motor zum 13. Lauf der Europäischen Formel-5000-Meisterschaft in Oulton Park. Das Auto nahm am Rennen jedoch nicht teil.

## Verbleib der Fahrzeuge

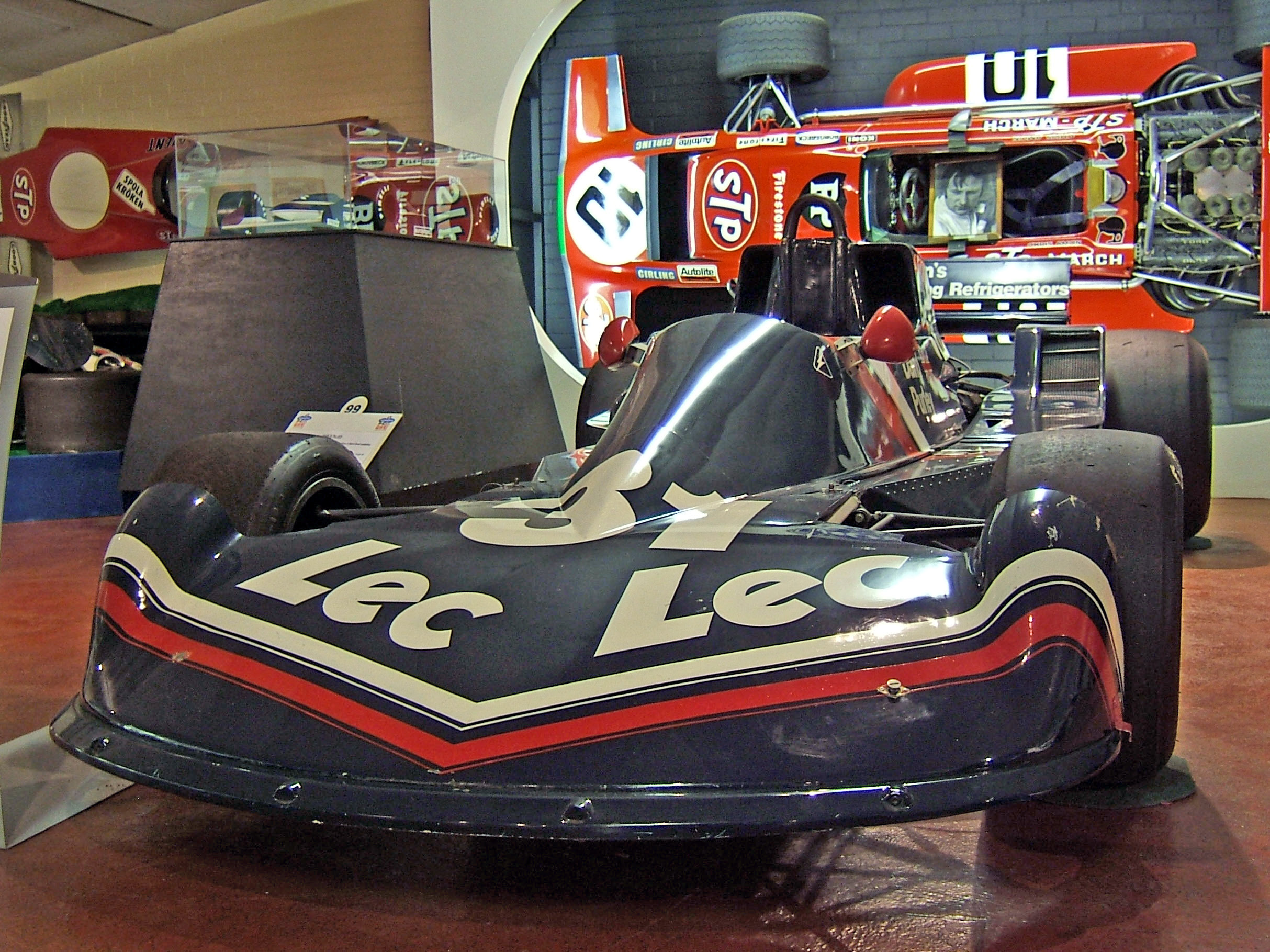
An der Wand befestigt: Ein March 701 in der Grand Prix Collection Donington Park (Aufnahme von 2007)

Über den Verbleib der elf Fahrzeuge und über ihre etwaigen Standorte gibt es nur unvollständige Informationen. Der von Jackie Stewart genutzte 701/2 gehörte 2013 einem britischen Sammler; der restaurierte und rennbereite Wagen war Gegenstand einer Fotodokumentation in einem Fachmagazin. Ein Chassis in den Farben des Teams Antique Automobiles existierte 2013 ebenfalls. Ob es sich dabei tatsächlich um den 701/8 von Ronnie Peterson handelte, ist unklar. Nach Darstellungen in der Fachliteratur wurde der 701/8 Ende 1971 zerlegt und als Teilespender für Mike Beuttlers 701/11 verwendet. Ein dritter 701 befand sich jedenfalls bis 2007 in Tom Wheatcrofts Grand Prix Collection in Donington Park. Es war in den Farben des March-Werksteams lackiert und wurde mit Chris Amon in Verbindung gebracht. Bezüglich der weiteren Exemplare des 701 sind nur allgemeine Angaben über die Länder verfügbar, in denen die Autos stehen sollen.

## Tödlicher Unfall
Am 2. September 2017 verunglückte der französische Rennfahrer David Ferrer mit seinem March 701 bei einem Historischen Grand Prix in Zandvoort tödlich. Das Auto hatte die Lackierung des STP-Fahrzeugs, das ursprünglich von Mario Andretti genutzt worden war.

## Rennergebnisse

### Formel-1-Weltmeisterschaftsläufe
| Saison | Team                            | Chassis     | Fahrer          | 1   | 2   | 3   | 4   | 5   | 6   | 7   | 8   | 9   | 10  | 11  | 12  | 13  | Punkte | Rang |
| ------ | ------------------------------- | ----------- | --------------- | --- | --- | --- | --- | --- | --- | --- | --- | --- | --- | --- | --- | --- | ------ | ---- |
| 1970   |                                 |             |                 |     |     |     |     |     |     |     |     |     |     |     |     |     | 48     | 3.   |
| 1970   | March Engineering               | 701/1       | C.Amon          | DNF | DNF | DNF | 2   | DNF | 2   | 5   | DNF | 8   | 7   | 3   | 5   | 4   | 48     | 3.   |
| 1970   | March Engineering               | 701/5       | J. Siffert      | 10  | DNQ | 8   | 7   | DNF | DNF | DNF | 8   | 9   | DNF | DNF | 9   | DNF | 48     | 3.   |
| 1970   | Tyrrell Racing Organisation     | 701/2 701/4 | J. Stewart      | 3   | 1   | DNF | DNF | 2   | 9   | DNF | DNF | DNF | 2   |     |     |     | 48     | 3.   |
| 1970   | Tyrrell Racing Organisation     | 701/7       | J. Servoz-Gavin | DNF | 5   | DNQ |     |     |     |     |     |     |     |     |     |     | 48     | 3.   |
| 1970   | Tyrrell Racing Organisation     | 701/7       | F. Cevert       |     |     |     |     | DNF | 11  | 7   | 7   | DNF | 6   |     | DNF | DNF | 48     | 3.   |
| 1970   | Antique Automobiles Racing Team | 701/8       | R. Peterson     |     |     | 7   | NC  | 9   | DNF | 9   | DNF |     | DNF | NC  | 11  |     | 48     | 3.   |
| 1970   | Team Hubert Hahne               | 701/9       | H.Hahne         |     |     |     |     |     |     |     | DNQ |     |     |     |     |     | 48     | 3.   |
| 1970   | STP Corporation                 | 701/3       | M. Andretti     | DNF | 3   |     |     |     |     | DNF | DNF | DNF |     |     |     |     | 48     | 3.   |
| 1971   |                                 |             |                 |     |     |     |     |     |     |     |     |     |     |     |     |     | 0      | –    |
| 1971   | Frank Williams Racing Cars      | 701/6       | H. Pescarolo    | 11  |     |     |     |     |     |     |     |     |     |     |     |     | 0      | –    |
| 1971   | Frank Williams Racing Cars      | 701/6       | M. Jean         |     |     |     |     | NC  |     |     |     |     |     |     |     |     | 0      | –    |
| 1971   | Team Gunston                    | 701/10      | J. Love         | DNF |     |     |     |     |     |     |     |     |     |     |     |     | 0      | –    |
| 1971   | Jo Siffert Automobiles          | 701/5       | F. Mazet        |     |     |     |     | 11  |     |     |     |     |     |     |     |     | 0      | –    |
| 1971   | Shell Arnold                    | 701/9       | J.-P. Jarier    |     |     |     |     |     |     |     |     | NC  |     |     |     |     | 0      | –    |

### Formel-1-Rennen ohne Weltmeisterschaftsstatus
| Saison            | Team                       | Chassis    | Fahrer       | 1 | 2   | 3  | 4   | 5                    | 6   | 7  | 8 |
| ----------------- | -------------------------- | ---------- | ------------ | - | --- | -- | --- | -------------------- | --- | -- | - |
| 1970              |                            |            |              |   |     |    |     |                      |     |    |   |
| Tyrrell           | 701/2                      | J. Stewart | 1            | 2 |     |    |     |                      |     |    |   |
| March Engineering | 701/1                      | C. Amon    | DNF          | 1 |     |    |     |                      |     |    |   |
| 1971              |                            |            |              |   |     |    |     | International Trophy |     |    |   |
| 1971              | Tom Wheatcroft Racing      | 701/1      | D. Bell      | 5 |     |    |     |                      |     |    |   |
| 1971              | STP Corporation            | 701/3      | J. Cannon    |   |     | 12 |     |                      |     |    |   |
| 1971              | Jo Siffert Automobiles     | 701/5      | J. Siffert   | 6 |     |    |     |                      |     |    |   |
| 1971              | Jo Siffert Automobiles     | 701/5      | A. Rollinson |   |     |    | 5   |                      |     |    |   |
| 1971              | Jo Siffert Automobiles     | 701/5      | X. Perrot    |   |     |    |     |                      | 11  |    |   |
| 1971              | Frank Williams Racing Cars | 701/6      | H. Pescarolo | 2 |     |    |     |                      |     |    |   |
| 1971              | Frank Williams Racing Cars | 701/6      | R. Allen     |   | 5   |    |     |                      | DNF |    |   |
| 1971              | Frank Williams Racing Cars | 701/6      | D. Bell      |   |     | 11 |     |                      |     |    |   |
| 1971              | Frank Williams Racing Cars | 701/6      | C. Williams  |   |     |    | DNS |                      |     |    |   |
| 1971              | Frank Williams Racing Cars | 701/6      | T. Trimmer   |   |     |    |     |                      |     | 16 |   |
| 1971              | Shell Arnold               | 701/9      | J.-P. Jarier |   |     |    |     |                      |     | 16 |   |
| 1971              | Clarke-Mordaunt-Guthrie    | 701/11     | M. Beuttler  |   | DNF |    | 9   | 11                   | NC  |    |   |